# Gernsbach

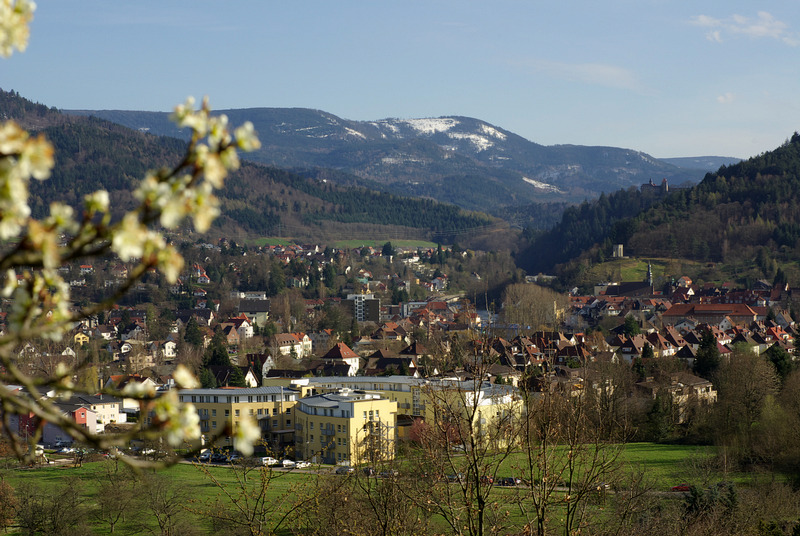
Gernsbach von Norden

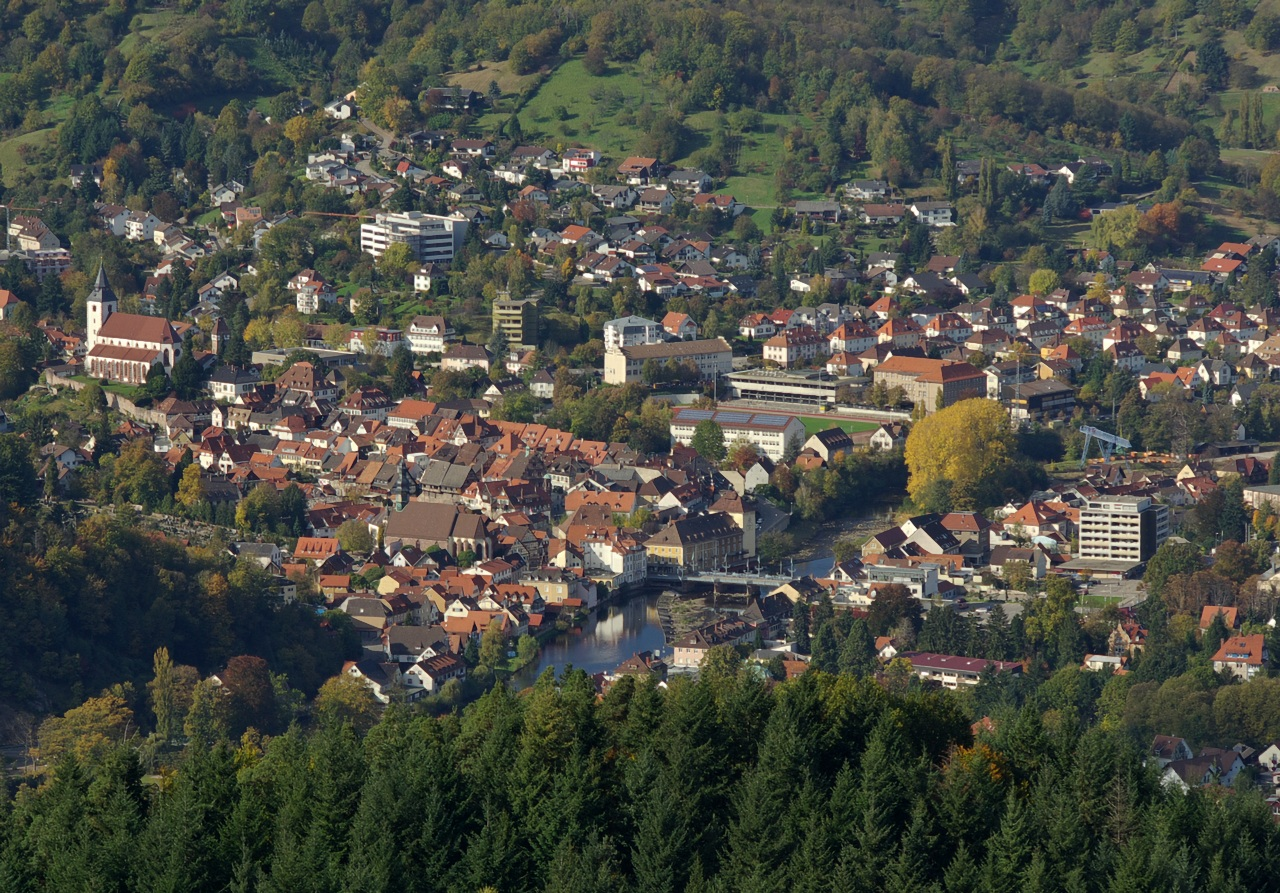
Das Stadtzentrum mit der Altstadt (links vorne), Blick von Südosten

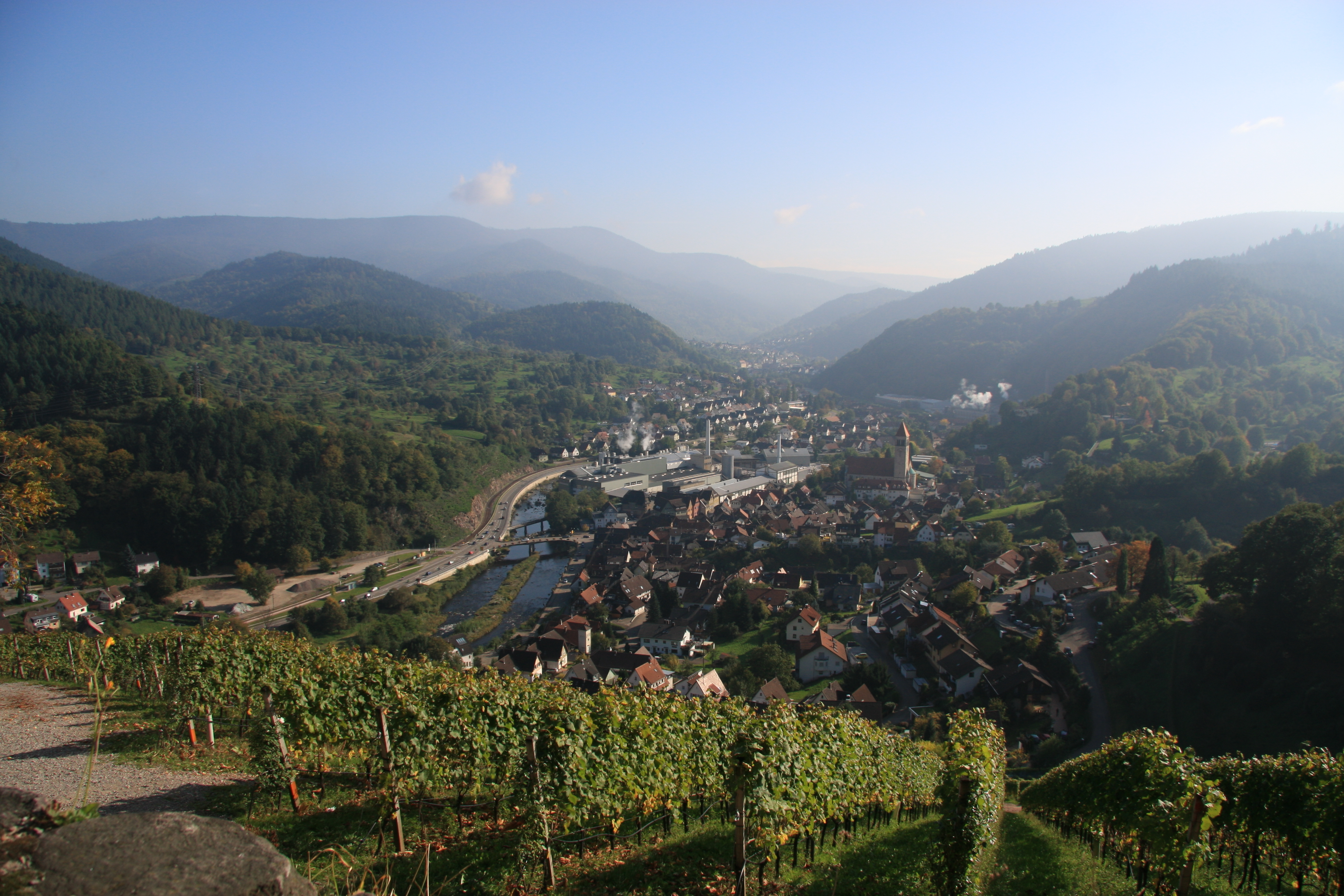
Blick von Schloss Eberstein südwärts über die Stadtteile Obertsrot und Hilpertsau ins Murgtal

Die Stadt Gernsbach ist der historische Hauptort des unteren Murgtals im baden-württembergischen Landkreis Rastatt. Sie bildet mit Gaggenau ein Mittelzentrum der Region Karlsruhe. Der staatlich anerkannte Luftkurort mit historischer Altstadt ist Portalgemeinde des Naturparks Schwarzwald Mitte/Nord, ein Zentrum der Papierindustrie und eine Wohngemeinde mit Auspendlerüberschuss.
Das 1219 erstmals urkundlich erwähnte Gernsbach ist eine Gründung der Grafen von Eberstein und erlangte durch den überregionalen Holzhandel der Murgschifferschaft Wohlstand. Aufgrund des Niedergangs der Ebersteiner, die ihren Sitz bei der Stadt auf Schloss Eberstein hatten, stand Gernsbach über Jahrhunderte unter geteilter Herrschaft bzw. Kondominat und wurde im 16. Jahrhundert faktisch Bestandteil der Markgrafschaft Baden. Im 19. Jahrhundert war Gernsbach großherzoglich-badische Amtsstadt.

## Geografie

### Geografische Lage
Die Stadt liegt im nördlichen Schwarzwald in 152 bis 988 Meter Höhe beiderseits des Flusses Murg. Das Stadtgebiet erstreckt sich vom tief eingeschnittenen Talkessel des Murgtals und seiner Seitentäler bis zu den Höhenzügen des Hohlohs bei Kaltenbronn im Südosten und darüber hinaus bis in einige Seitentäler der Enz. Im Westen bildet der 669 m hohe Bergkegel des Merkurs eine markante Kulisse, im Osten begrenzt der 908 m hohe Berg Teufelsmühle das sich im Nordwesten zur Rheinebene öffnende Tal.

### Raumplanung
Der Landesentwicklungsplan 2002 zählt Gernsbach zur Randzone um den Verdichtungsraum Karlsruhe-Pforzheim. Durch das Murgtal ist von Rastatt über Gaggenau und Gernsbach nach Freudenstadt eine Landesentwicklungsachse ausgewiesen. Der Mittelbereich Gaggenau-Gernsbach liegt innerhalb der Region Karlsruhe mit ihrem Oberzentrum Karlsruhe, umfasst auch die Gemeinden Forbach, Loffenau und Weisenbach und hat 53.766 Einwohner (2020). Gernsbach bildet zusammen mit Weisenbach und Loffenau eine Vereinbarte Verwaltungsgemeinschaft und ist deren erfüllende Gemeinde.

### Ausdehnung des Stadtgebiets
Die Gemarkungsfläche von Gernsbach einschließlich seiner Stadtteile beträgt 8208,86 ha. Sie ist vor allem durch ausgedehnte Waldflächen geprägt. 6628,00 ha oder 81 % der Gemeindefläche sind Wald, das ist mehr als doppelt so viel wie im baden-württembergischen Landesdurchschnitt. Die Siedlungs- und Verkehrsflächen nehmen mit 6 % weniger als halb so viel Platz ein wie im Landesdurchschnitt, der Anteil der Landwirtschaftsflächen entspricht mit 12 % nur etwas mehr als einem Viertel des Landesschnitts.

### Stadtgliederung
Die Gernsbacher Kernstadt teilt sich auf in die Gebiete rechts der Murg – mit den so bezeichneten Siedlungsgebieten Kelterberg, Entensee, Kolonie und Nord – sowie Gernsbach links der Murg – mit seinen so bezeichneten Siedlungsgebieten Klingele, Waldbach, Faltergass, Heppeler, Stadtbuckel, Siedlung, Hahnbachweg, Panoramaweg und Weinau.

#### Stadtteile

Hilpertsau
Lautenbach
Obertsrot
Staufenberg
Reichental

#### Wohnplätze
Das bis 1936 als Gemeinde eigenständige Scheuern ist heute als Wohnplatz klassifiziert und der nach Bevölkerungszahl größte Ort Gernsbachs außerhalb der Kernstadt. Der Walheimer Hof im Waldbachtal wurde 1842 eingemeindet. Müllenbild (Nachtigall) ist ein Gasthaus an der Passhöhe am oberen Ende des Waldbachtals. Schloss Eberstein liegt auf einem Bergsporn oberhalb von Obertsrot, der Weiler Kaltenbronn im Höhengebiet oberhalb von Reichental. Brotenau (2011 abgerissen), Dürreych und Rombach sind abgelegene Forsthäuser im Staatswald um Kaltenbronn.

### Nachbarkommunen
Nachfolgende Gemeinden und Städte grenzen ans Gemeindegebiet der Stadt Gernsbach (im Uhrzeigersinn, von Nordwesten beginnend):
- nach Norden: Gaggenau und Loffenau, Landkreis Rastatt; Bad Herrenalb und Dobel, Landkreis Calw
- nach Osten: Bad Wildbad und Enzklösterle, Landkreis Calw
- nach Süden: Forbach und Weisenbach, Landkreis Rastatt
- nach Westen: Baden-Baden, Stadtkreis

### Natur

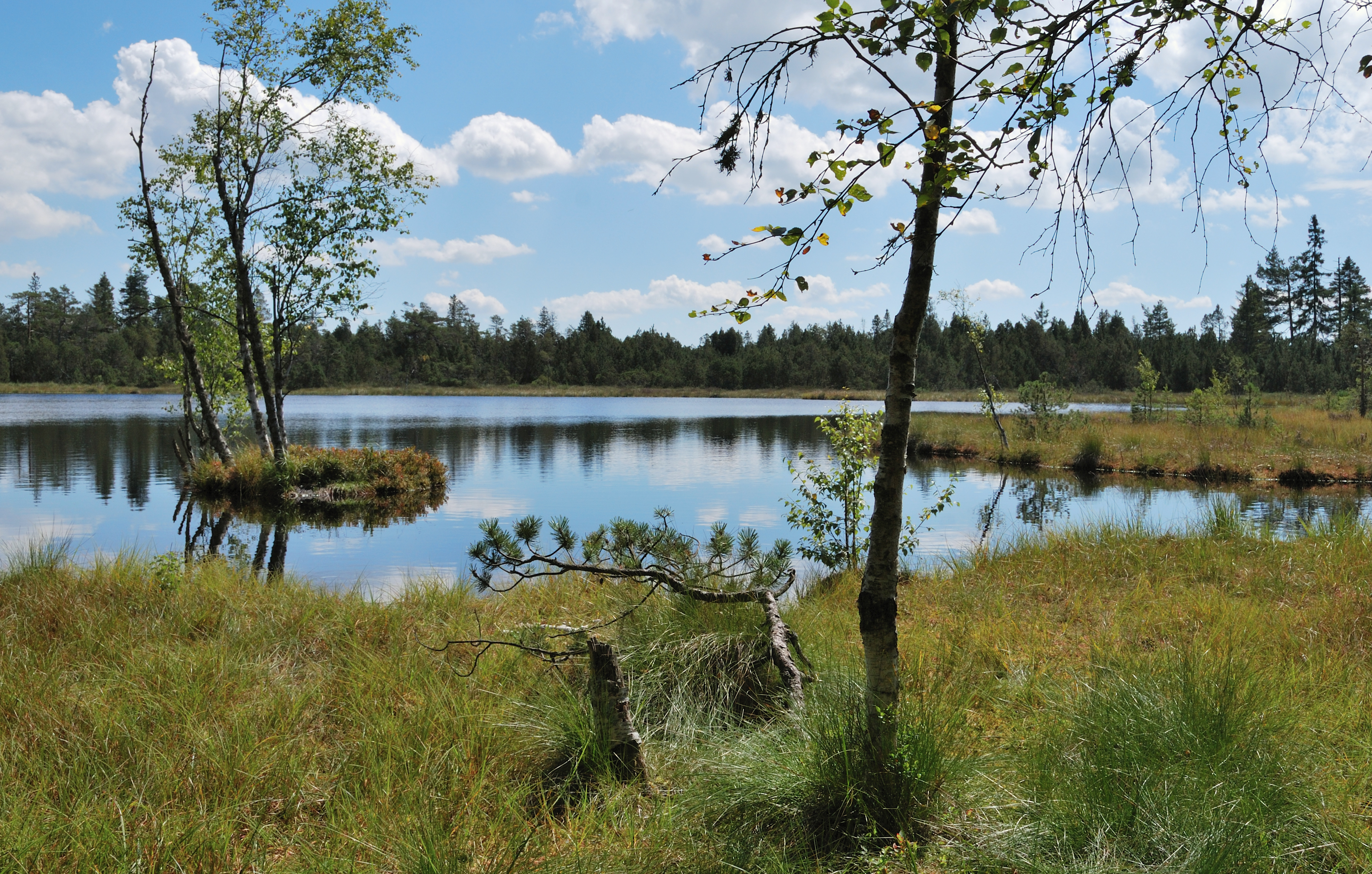
Der Wildsee im Hochmoor bei Kaltenbronn

In der naturräumlichen Gliederung 4. Ordnung ist die Gernsbacher Gemarkung zwischen den Naturräumen 151 Grindenschwarzwald und Enzhöhen und 152 Nördlicher Talschwarzwald aufgeteilt.
Gernsbach ist Portalgemeinde des Naturparks Schwarzwald Mitte/Nord. Mehr als zwei Drittel der Gernsbacher Gemarkungsfläche sind als Landschaftsschutzgebiet ausgewiesen. Die eiszeitlichen Hochmoore auf über 900 Metern Höhe um den Wildsee und den Hohlohsee bei Kaltenbronn sind das größte Hochmoorgebiet des Schwarzwalds. Sie stehen als Natur- und Waldschutzgebiet Kaltenbronn unter Schutz und sind mit Holzbohlenwegen erschlossen. Über das Naturschutzgebiet informiert das Infozentrum Kaltenbronn, das gemeinsame Naturparkportal für Gernsbach, Bad Wildbad und Enzklösterle. Der Talgrund von Dürreychbach und Brotenau an der östlichen Stadtgrenze gehört zum Naturschutzgebiet Eyach- und Rotenbachtal.
An mehreren Stellen werden die steilen Abhänge um Gernsbach durch Felsen aus Forbachgranit gebildet. Das Gebiet um den Lautenfelsen bei Lautenbach ist als Naturschutzgebiet ausgewiesen, die Rockertfelsen und Orgelfelsen sind Naturdenkmale.
An der Grenze zu Gaggenau-Hörden hat Gernsbach Anteil am Naturschutzgebiet Galgenberg, Lieblingsfelsen, Scheibenberg. 2014 wurde das Naturschutzgebiet Hilpertsau in den Streuobstwiesen östlich des Stadtteils ausgewiesen.

## Geschichte

### Anfänge und Stadtwerdung
Eine dauerhafte Besiedlung der Gernsbacher Gemarkung vor dem 12. Jahrhundert ist nicht nachgewiesen. Ausgangspunkt für die Erschließung des unteren Murgtals war der Erwerb des predium (Landgut) Rotenfels am Taleingang durch die edelfreien Herren von Eberstein zu Beginn des 12. Jahrhunderts als Lehensnehmer des Hochstifts Speyer. Von Rotenfels aus ließen die Ebersteiner im bewaldeten und durch Versumpfungen der Murg schwer zugänglichen Murgtal Rodungen vornehmen und neue Siedlungen gründen. Bis etwa 1200 war die Linie Loffenau–Scheuern–Gernsbach–Staufenberg erreicht.
In einer ebersteinischen Erbteilungsurkunde aus dem Jahr 1219 ist Gernsbach erstmals als Genrespach schriftlich erwähnt. Zu diesem Zeitpunkt wurde bereits zwischen einem Markt- und einem Kirchdorf unterschieden. Das auch als Hof bezeichnete Kirchdorf lag auf einer Geländeterrasse links der Murg, südlich des Waldbachs, auf ebersteinischem Allodialbesitz. Die dortige Kirche war der Vorgängerbau der heutigen St.-Jakobskirche. Das Marktdorf auf speyerischem Lehensgrund lag nördlich des Waldbachs auf einem Bergsporn, der gute Voraussetzungen für die Anlage einer Stadtbefestigung bot.

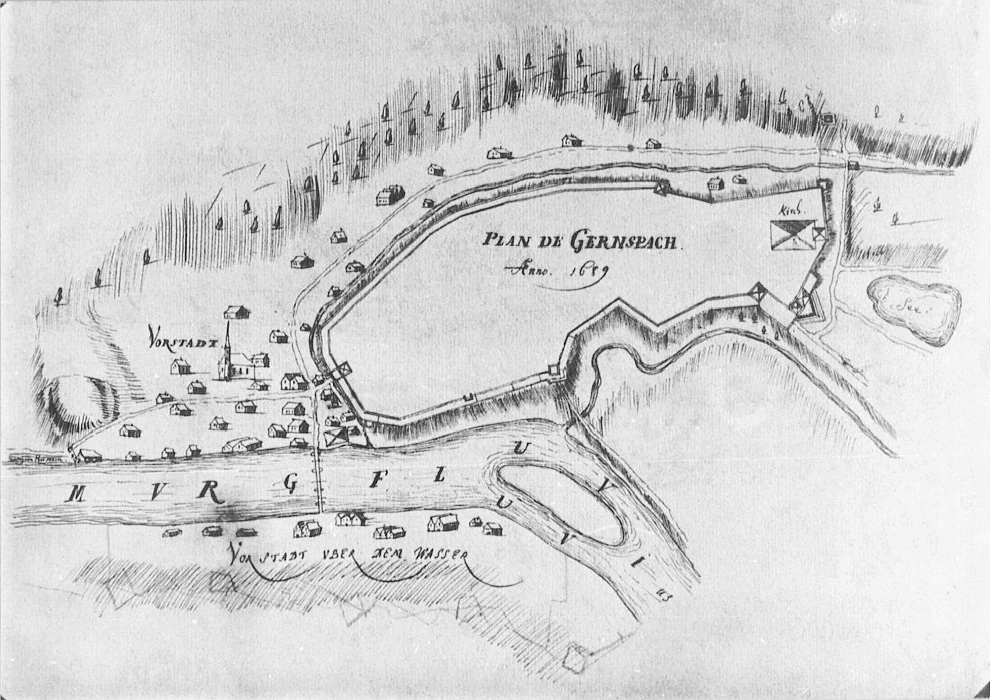
Verlauf der Stadtmauer und Vorstädte, Zeichnung von Samson Schmalkalder aus dem Jahr 1689. Norden ist rechts unten.

Aus dem Jahr 1243, in dem der Ort eine eigene Pfarrei erhielt, ist die erste Bezeichnung als oppidum (Stadt) überliefert. Wie bei vielen anderen Stadtgründungen dieser Epoche existiert keine Stadterhebungsurkunde. Der Prozess der Stadtwerdung verlief über Jahrzehnte. In der zweiten Hälfte des 13. Jahrhunderts müssen die Ebersteiner die Burg Neu-Eberstein oberhalb von Gernsbach bezogen haben, die 1272 als ihr neuer Stammsitz urkundlich erwähnt wird. Gernsbach entwickelte sich neben der Burg zum politisch-herrschaftlichen Mittelpunkt der Grafschaft, die ab der Mitte des 13. Jahrhunderts ihre Siedlungsfläche von hier aus weiter nach Süden bis ins mittlere Murgtal ausdehnte.

### Teilung und Kondominat
Nach einer zwanzigjährigen Fehde mit Graf Eberhard II von Württemberg musste Graf Wolf von Eberstein 1387 die Hälfte der Grafschaft und die Hälfte der Burg Neu-Eberstein an Markgraf Rudolf VII. von Baden verkaufen. Es folgte eine konfliktreiche Periode der zwischen den Ebersteinern und den Markgrafen von Baden geteilten Herrschaft, die im Jahr 1505 durch den badisch-ebersteinischen Einwurfsvertrag in eine Gemeinherrschaft (Kondominat) überführt wurde. Ein gemeinsamer Vogt wurde in Gernsbach eingesetzt. Faktisch wurde die Grafschaft Eberstein damit Bestandteil von Baden. Dies wurde durch die Einführung der ebersteinischen Landesordnung im Jahr 1508 bestätigt, die beinahe identisch mit der badischen Landesordnung von 1495 war.
Das Jahr 1488 gilt als Taufjahr der Murgschifferschaft, einer noch heute als Forstbetrieb bestehenden Genossenschaft der Holzhändler und Sägewerksbesitzer, die das Holz des Murgtals per Flößerei in die Städte entlang des Rheins brachte und im Zentrum des Gernsbacher Wirtschaftslebens stand. Sie profitierte 1569 vom Niedergang der Ebersteiner, als ihr der verschuldete Graf Philipp II. seinen Schifferhandel mit Waldungen und Sägemühlen im Murgtal für 3500 Gulden verkaufte.
Gernsbach erlitt Zerstörungen durch einen Großbrand im Jahr 1417, durch die Auswirkungen des Dreißigjährigen Kriegs und des Pfälzischen Erbfolgekriegs.
Nach dem Erlöschen der Ebersteiner im Mannesstamm im Jahr 1660 gelangte Gernsbach unter die Verwaltung von gleich drei Vögten: Die Häuser Baden und Württemberg sowie das Fürstbistum Speyer hatten je ein Amtshaus in der Stadt. Zudem versuchten die Grafen von Wolkenstein und Gronsfeld, die hier Besitz erlangt hatten, Einfluss zu erringen. 1753 trat Württemberg seine Rechte an Baden ab, doch erst mit der Neuordnung Badens durch den Reichsdeputationshauptschluss im Jahr 1803 war Gernsbach wieder unter einheitlicher Verwaltung.

### 19. Jahrhundert

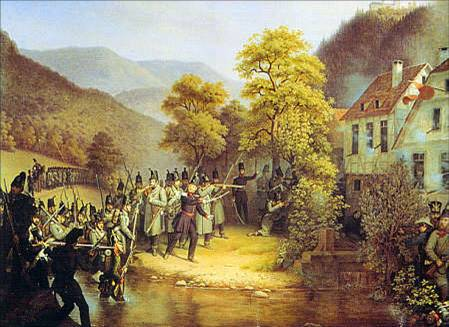
Gefecht in Gernsbach, zeitgenössisches Gemälde

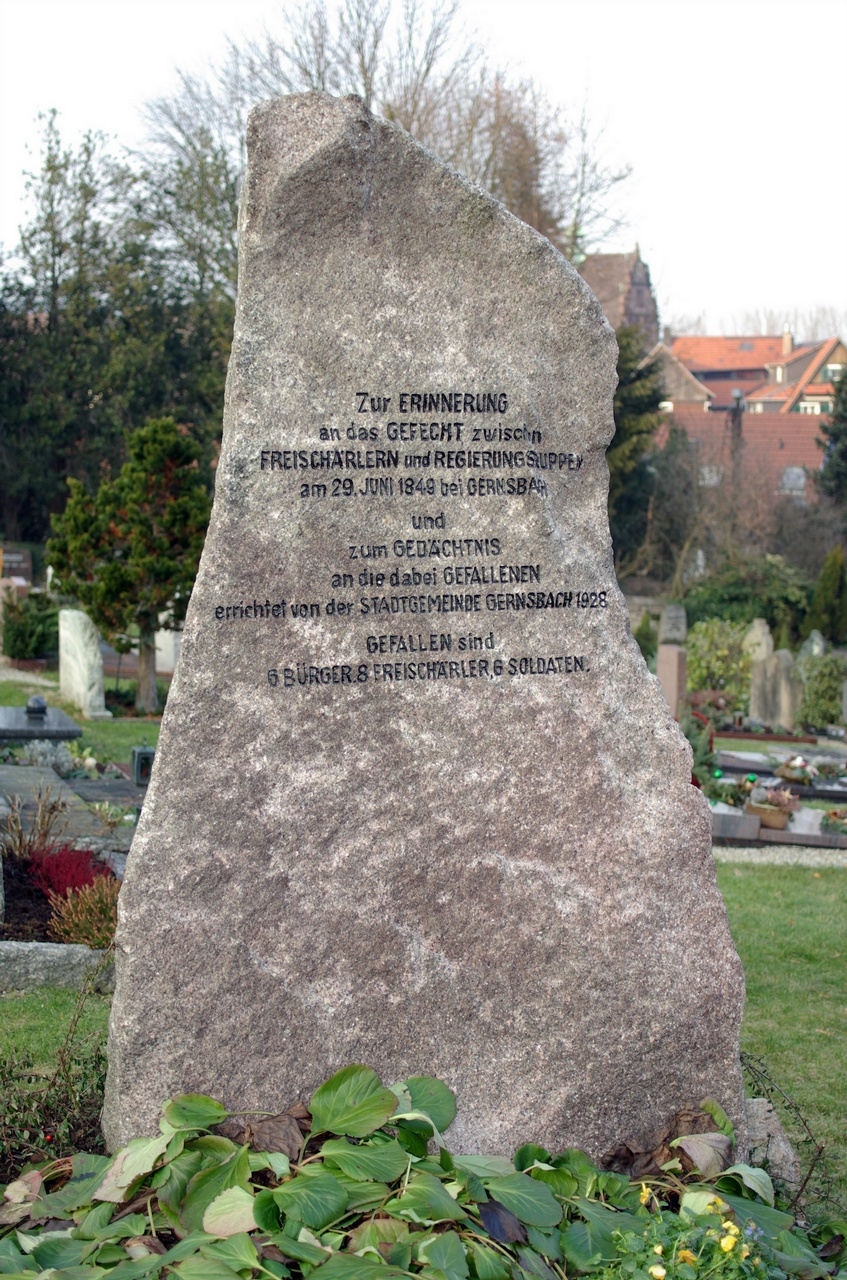
Gedenkstein auf dem evangelischen Friedhof in Gernsbach zur Erinnerung an das Gefecht bei Gernsbach am 29. Juni 1849 während der Badischen Revolution

Nachdem weitere Stadtbrände in den Jahren 1787 und 1798 große Teile der Bausubstanz vernichteten, wurde der nordwestliche Abschnitt der Altstadt nach Plänen Friedrich Weinbrenners wieder aufgebaut.
Am 28. Juli 1817 war Gernsbach Ausgangspunkt der ersten Bergfahrt mit der Laufmaschine Draisine des badischen Erfinders und Forstlehrers Karl Drais nach Baden-Baden.
Während der Badischen Revolution errichteten die Aufständischen an der Murg eine Verteidigungslinie gegen die von Norden anrückenden regulären Truppen. Am 29. Juni 1849 kam es zum Gefecht in Gernsbach, bei dem zahlreiche Häuser zerstört wurden und die Bundestruppen die Stadt besetzten.
1872 wurde das Bezirksamt Gernsbach aufgelöst und dem Bezirksamt Rastatt zugeordnet. Die Stadt verlor damit ihre traditionelle Funktion als administratives Zentrum. Nur das Amtsgericht zog später wieder nach Gernsbach.
Am 31. Mai 1869 wurde die hauptsächlich auf Betreiben des Gernsbacher Holzindustriellen, Murgschiffers und Reichstagsabgeordneten Casimir Rudolf Katz gebaute Bahnstrecke der Murgthal-Eisenbahn-Gesellschaft von Rastatt nach Gernsbach eröffnet. Die Strecke wurde gebaut, um den Murgtäler Holzhandel konkurrenzfähig zu halten, begünstigte dann aber auch die fortschreitende Industrialisierung des Tals. Ab 1881 entstanden die ersten Papier- und Zellulosefabriken in und um Gernsbach. Eine Verlängerung der Bahnstrecke von Gernsbach nach Weisenbach wurde am 1. Mai 1894 in Betrieb genommen, erst 1928 war eine durchgehende Bahnverbindung durchs Murgtal bis ins württembergische Freudenstadt hergestellt. Die jahrhundertelang bedeutende Flößerei ging mit der Entwicklung der Verkehrswege und der zunehmenden Nutzung der Wasserkraft zur Energieerzeugung im 19. Jahrhundert immer weiter zurück. 1896 fuhr das letzte Floß die Murg hinunter, seit 1913 ruhte die Flößerei und wurde 1923 auch offiziell untersagt.
Die Bahnanbindung brachte auch die Entwicklung des Fremdenverkehrs voran. 1874 wurde der Kurpark im Igelbachtal angelegt, 1884 folgte die Anerkennung Gernsbachs als Luftkurort.

### Jüdische Gemeinde
Im Ort waren mindestens seit dem späten 17. Jahrhundert jüdische Familien ansässig, die hier seit spätestens der Mitte des 19. Jahrhunderts über einen Betsaal beziehungsweise eine Synagoge verfügten. Der erst 1928 eröffnete Neubau in der Austraße 3 wurde beim Novemberpogrom 1938 von SA-Männern zerstört, woran heute eine Gedenktafel erinnert. Die meisten der 54 im Jahr 1933 noch in Gernsbach wohnhaften Juden emigrierten während der NS-Diktatur oder zogen in andere deutsche Städte. Mindestens 13 jüdische Mitbürger des Ortes wurden Opfer der Shoa. Für die am 22. Oktober 1940 bei der Wagner-Bürckel-Aktion ins Internierungslager Gurs verschleppten neun Gernsbacher Juden wurde ein Gedenkstein an der Stadtbrücke errichtet.

### Eingemeindungen
Einige der Orte, die in der Vergangenheit in dem im 19. Jahrhundert aufgelösten Gernsbacher Amtsbezirk gelegen hatten, wurden später eingemeindet. Scheuern machte im Jahr 1936 den Anfang. Weitere Orte kamen im Zuge der Gemeindereform der 1970er Jahre dazu: Staufenberg wurde am 1. Januar 1971 eingemeindet. Lautenbach kam am 1. Januar 1973 hinzu. Hilpertsau und Obertsrot hatten sich bereits am 1. April 1970 zur Gemeinde Obertsrot vereinigt, diese wurde am 1. Juli 1974 nach Gernsbach eingemeindet. Mit der Eingemeindung des waldreichen Dorfes Reichental wurde am 1. Januar 1975 die Gernsbacher Gemarkungsfläche mehr als verdoppelt.

## Politik

Stadtlogo

### Bürgermeister
Bürgermeister Julian Christ (* 1987; SPD) amtiert seit 1. Oktober 2017. Am 9. Juli 2017 wurde er bei vier Mitbewerbern mit 83,6 Prozent im ersten Wahlgang gewählt. Bei der Bürgermeisterwahl am 6. Juli 2025 setzte er sich gegen zwei Mitbewerber mit 63,11 Prozent erneut im ersten Wahlgang durch.
Die Gernsbacher Bürgermeister seit 1838
- 1838–1849: Carl Drissler[20]
- 1849: Ferdinand Szuhany (kommissarisch)
- 1849–1862; Friedrich Löhlein[21]
- 1862–1900: Friedrich Abel[22]
- 1900–1919: Oskar Jung[23]
- 1919–1933: Georg Menges[24]
- 1933–1935 Walther Reidel
- 1935–1938: Viktor Mainzer[25]
- 1938–1945: Friedrich Bender[26]
- 1945: Karl Bibbes[27]
- 1945–1946: Rudolf Schira[28]
- 1946–1969: August Müller[29]
- 1969–1985: Rolf Wehrle (SPD)[30]
- 1985–1993: Wolfgang Müller[31]
- 1993–2017: Dieter Knittel (SPD)[32]
- seit 2017: Julian Christ (SPD)

### Gemeinderat
Der Gemeinderat hat normalerweise 22 ehrenamtliche Mitglieder, die für fünf Jahre gewählt werden. Die Zahl der Mitglieder kann sich durch Ausgleichssitze erhöhen (gesamt 2024: 22 Sitze; 2019: 29). Hinzu kommt der Bürgermeister als stimmberechtigter Gemeinderatsvorsitzender.
Die Kommunalwahl 2024 führte zu folgendem Ergebnis (in Klammern: Unterschied zu 2019):
| Gemeinderat 2024                         | Gemeinderat 2024 | Gemeinderat 2024 | Gemeinderat 2024 | Gemeinderat 2024 |
| Partei / Liste                           | Stimmenanteil    | Sitze            |                  |                  |
| ---------------------------------------- | ---------------- | ---------------- | ---------------- | ---------------- |
| Freie Bürgervereinigung Gernsbach (FBVG) | 28,3 % (−2,6)    | 6 (−3)           |                  |                  |
| CDU                                      | 25,9 % (−1,2)    | 6 (−2)           |                  |                  |
| SPD                                      | 20,7 % (−1,2)    | 4 (−2)           |                  |                  |
| Grüne                                    | 11,6 % (−2,8)    | 3 (−1)           |                  |                  |
| AfD                                      | 11,0 % (+5,3)    | 2 (±0)           |                  |                  |
| FDP                                      | 2,4 % (+2,4)     | 1 (+1)           |                  |                  |
| Wahlbeteiligung: 61,7 % (+3,6)           |                  |                  |                  |                  |

### Städtepartnerschaften
Gernsbach unterhält seit 1965 partnerschaftliche Beziehungen zu Baccarat in Lothringen, Frankreich. Hinzu kam am 1. Mai 2010 eine weitere Städtepartnerschaft mit Pergola in Italien.

## Kultur und Sehenswürdigkeiten

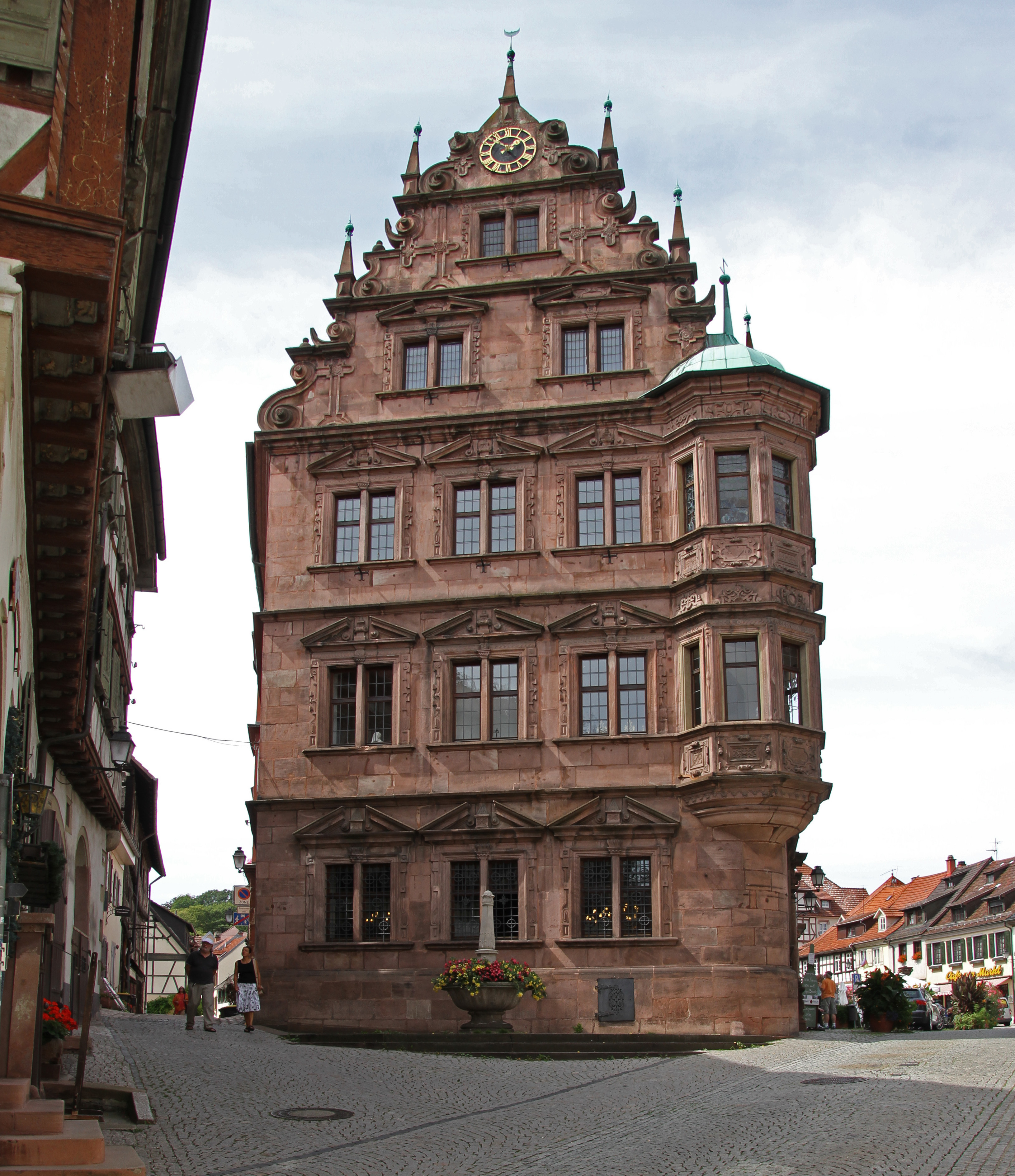
Altes Rathaus, Giebelfassade

### Bauwerke
Der historische Stadtkern steht seit 1983 in seinem Erscheinungsbild als Gesamtanlage „Gernsbach“ unter Denkmalschutz. Dies umfasst den Bereich innerhalb der mittelalterlichen Stadtmauern mitsamt der Oberstadt um die Liebfrauenkirche, die Hofstätte, die Bebauung am Waldbach, in der Schloßstraße und um die St. Jakobskirche sowie die Vorstadt östlich der Murg an Bleich- und Igelbachstraße. Über 400 Gebäude in Gernsbach sind denkmalgeschützt.
In der Altstadt, die sich einen Bergrücken – von den Gernsbachern Stadtbuckel genannt – hinaufzieht, sind zahlreiche sehenswerte Gebäude und Ensembles erhalten. Bei den Stadtbränden von 1787 und 1798 gingen die giebelständigen gotischen Gebäude verloren, die nach dem verheerenden Stadtbrand von 1417 entstanden waren. Unter den heutigen, im Barock und im Klassizismus entstandenen Gebäuden der Altstadt befinden sich immer noch die gewölbten Keller der mittelalterlichen Vorgängerbauten.
- Schriftliche Belege für eine Gernsbacher Stadtbefestigung gibt es seit der Mitte des 14. Jahrhunderts.[37] Die einst etwa 900 Meter lange Stadtmauer wurde ab Anfang des 19. Jahrhunderts teilweise abgetragen, um die Ausdehnung der Stadt zu ermöglichen.[38] Ihr Verlauf ist noch heute im Stadtbild ablesbar, Teile sind noch vorhanden. Im Bereich zwischen Waldbach- und Amtsstraße wurde ein Teilstück restauriert und die äußere Zwingermauer wiederhergestellt.
- Der Storchenturm ist eines der Wahrzeichen Gernsbachs und war Teil der städtischen Wehranlage. Es gab noch weitere Wachtürme am Färbertor, am Storrentor und am Untertor, die in den Jahren um 1800 und um 1960 abgetragen wurden.
- Aus den Steinen des Färbertorturmes entstanden die Pfeiler und Pilaster des Kornhauses, das nach dem Stadtbrand von 1798 durch Friedrich Weinbrenner neu errichtet wurde. Der Vorgängerbau diente bis hinein in das 18. Jahrhundert unter anderem als Metzel und Rathaus. In der Zeit um 1900 war darin die Schule untergebracht.
- Ein bauhistorisch bedeutendes Bauwerk ist das Alte Rathaus mit seinen reich verzierten Sandsteinfassaden. Es wurde 1617–1618 im Stil des Manierismus als Wohnpalast des wohlhabenden Waldbesitzers, Holzhändlers sowie Rhein- und Murgschiffers Johann Jakob Kast erbaut. Die Bezeichnung Altes Rathaus nimmt Bezug auf die Zeit, als die städtische Verwaltung im 18. Jahrhundert in das Gebäude einzog, wo sie ihren Amtsgeschäften bis 1936 nachging. Der Name des Baumeisters ist nicht überliefert. Aufgrund von Vergleichen der Formensprache mit der des Friedrichsbaues im Heidelberger Schloss wird Johannes Schoch als Baumeister des Alten Rathauses angenommen.[39] Seit April 2012 ist das Gebäude Sitz der Jan-Brauers-Stiftung für Fortschritt durch Harmonie und des Museums der Harmonie, das Teile der Privatsammlung von Jan Brauers zeigt.[40]
- Die weithin sichtbare katholische Pfarrkirche Unserer Lieben Frau (Liebfrauenkirche) steht an der höchsten Stelle der Altstadt. Der heutige Kirchturm geht auf einen mittelalterlichen Wehrturm zurück und war Teil der Stadtbefestigung. Bekannte Erweiterungen der Kirche stammen von 1388 und 1833. In den Jahren 1970 und 1971 wurde die Kirche aufwendig sowohl innen als auch außen renoviert und besonders im Innern wurden die hochgotischen Teile der Architektur herausgearbeitet sowie Schäden beseitigt. Die neuen baulichen Zutaten wurden in Sichtbeton ausgeführt.[41]
- Die evangelische Jakobskirche – erbaut von 1467 bis 1471 an der Stelle eines älteren Vorgängerbaus, der ersten Gernsbacher Kirche; mit Umbauten aus dem 18. Jahrhundert.
- Die Hofstätte – historische Bauten im Fachwerk- und Gründerzeitstil umgeben den Platz, der das Entree zur Gernsbacher Altstadt bildet. Die zwei ältesten Gasthäuser der Stadt, der Stern & Hirsch und die Traube, sind übrig geblieben von einstmals sechs in diesem Wohn- und Geschäftsviertel.
- Der Alte Amtshof – fränkischer Fachwerkbau erbaut um 1556 als speyerische Amtskellerei, von 1661 bis 1673 Sitz des speyerischen Amtsvogtes.
- Zwischen der Waldbachstraße und der Amtsstraße thronen die historischen Zehntscheuern auf der Stadtmauer. Der mittelalterliche Wehrgang kann in den Scheuern auch heute noch begangen werden. Von den Zehntscheuern zieht sich innerhalb der Nachbargebäude der äußere und der innere Stadtmauerring bis zum Gleisle-Areal. Im November 2017 wurden die Zehntscheuern als Denkmal des Monats in Baden-Württemberg ausgezeichnet.
- Die Gebäude der Metzgerei Gleisle in der Hauptstraße 6, der Platz ist als Gleisle-Areal bekannt, wurde in den Jahren 1994 und 2008 abgetragen. Dadurch trat ein 42 Meter langes und vier Meter hohes Teilstück der historischen Stadtmauer mit Zwinger zutage.
- Schloss Eberstein – vor 1272, ehemaliger Grafensitz des ausgestorbenen Geschlechtes der Grafen von Eberstein, danach bis in die jüngste Vergangenheit markgräflich-badisches Eigentum, seit 2000 Privateigentum und heute als Hotel, Restaurant sowie Weingut genutzt. Ebenfalls mit Umbauten durch Friedrich Weinbrenner.
- Der Kaiser-Wilhelm-Turm auf dem Hohloh, auch Hohlohturm genannt, wurde 1897 nahe der höchsten Stelle des heutigen Gernsbacher Stadtgebiets als Aussichtsturm errichtet. Auf seiner Plattform befindet man sich in einer Höhe von über 1000 m ü. NN.

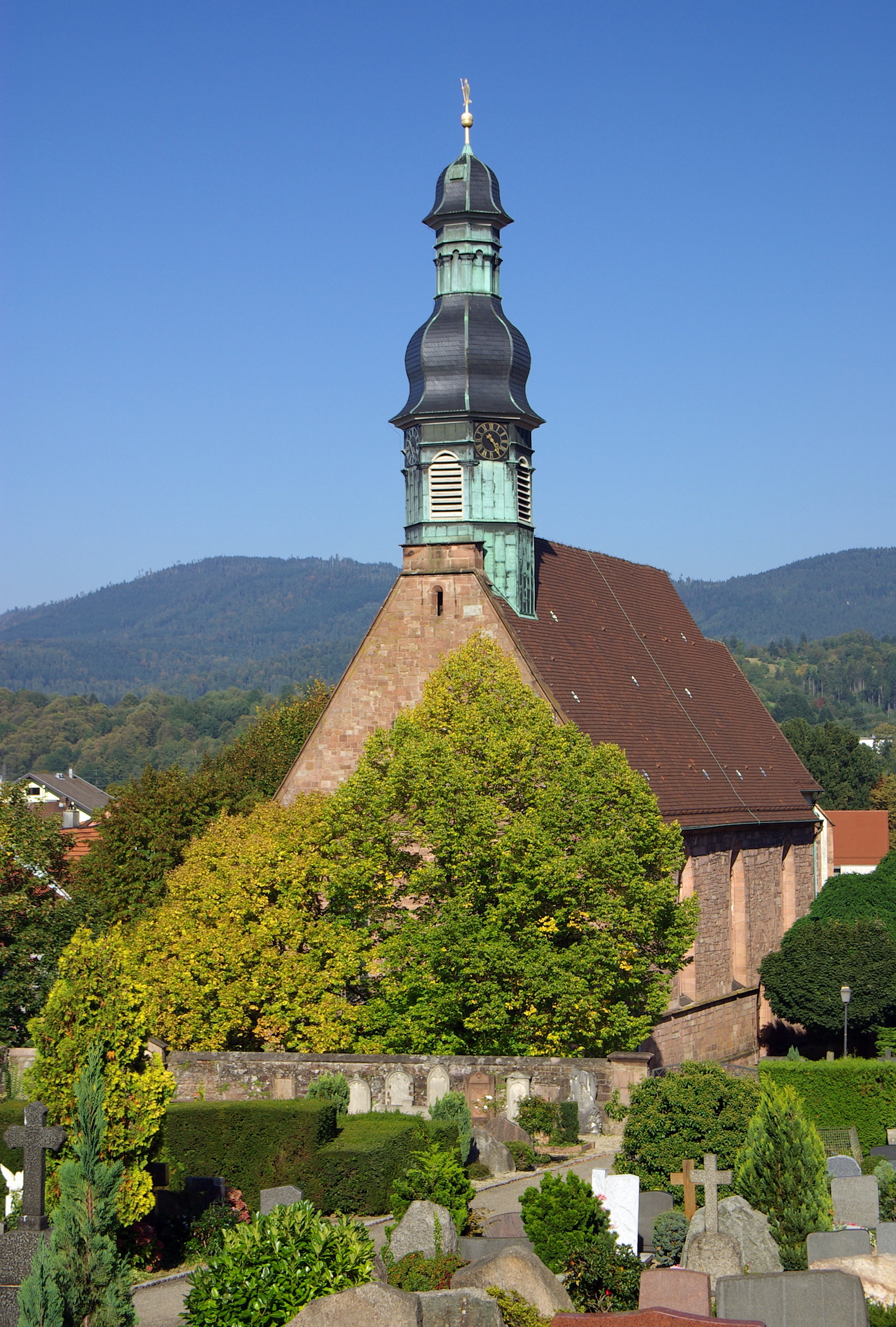
St.-Jakobskirche
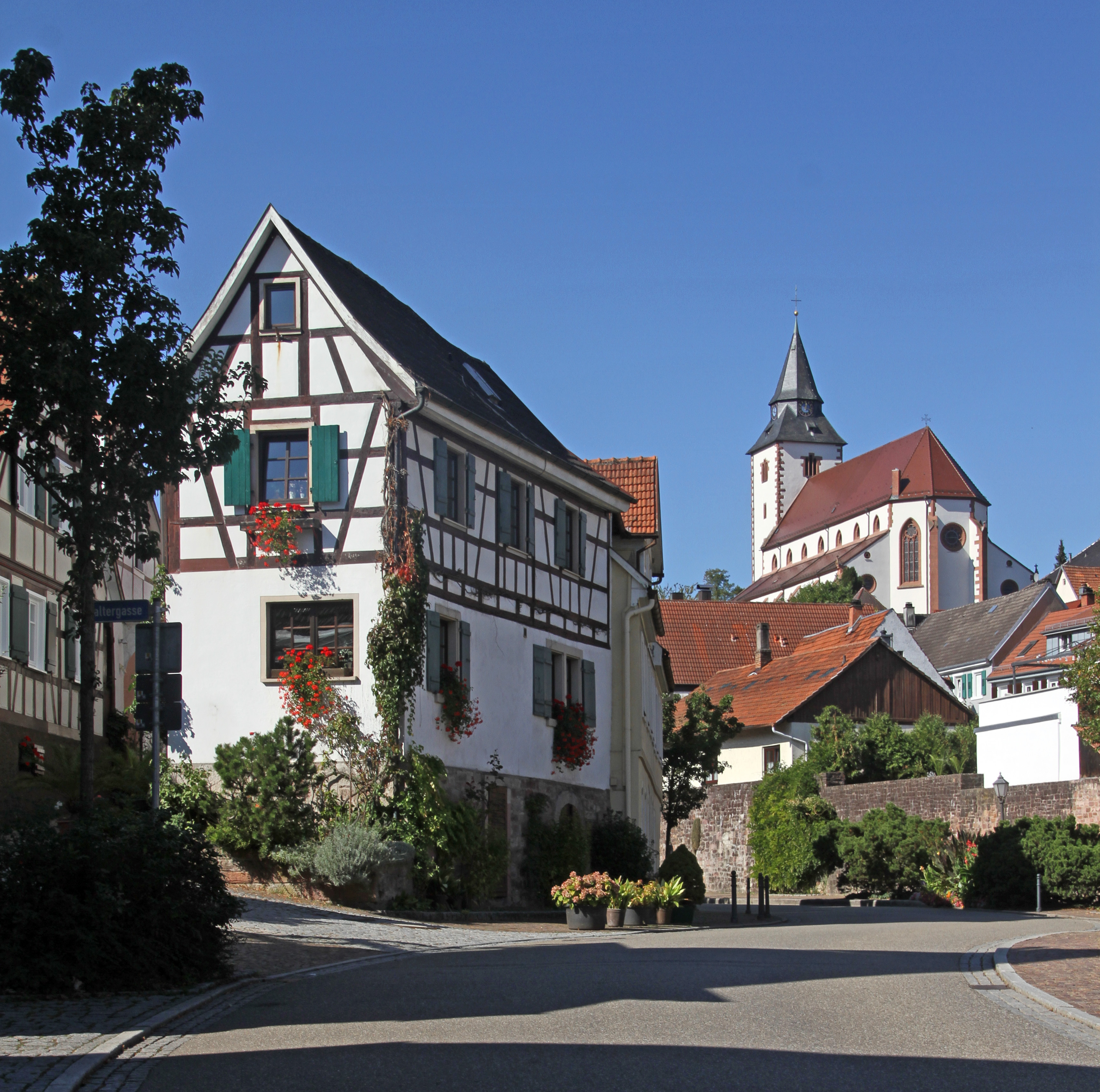
Waldbachstraße und Liebfrauenkirche
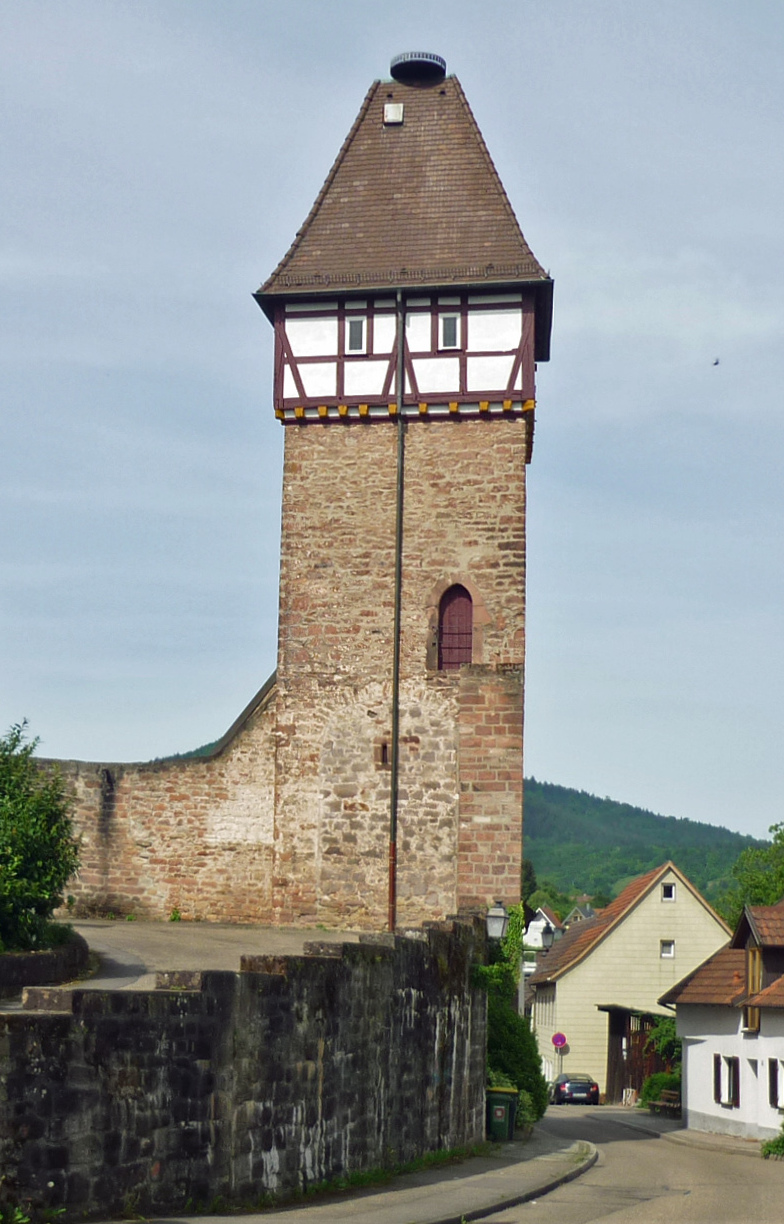
Der Storchenturm
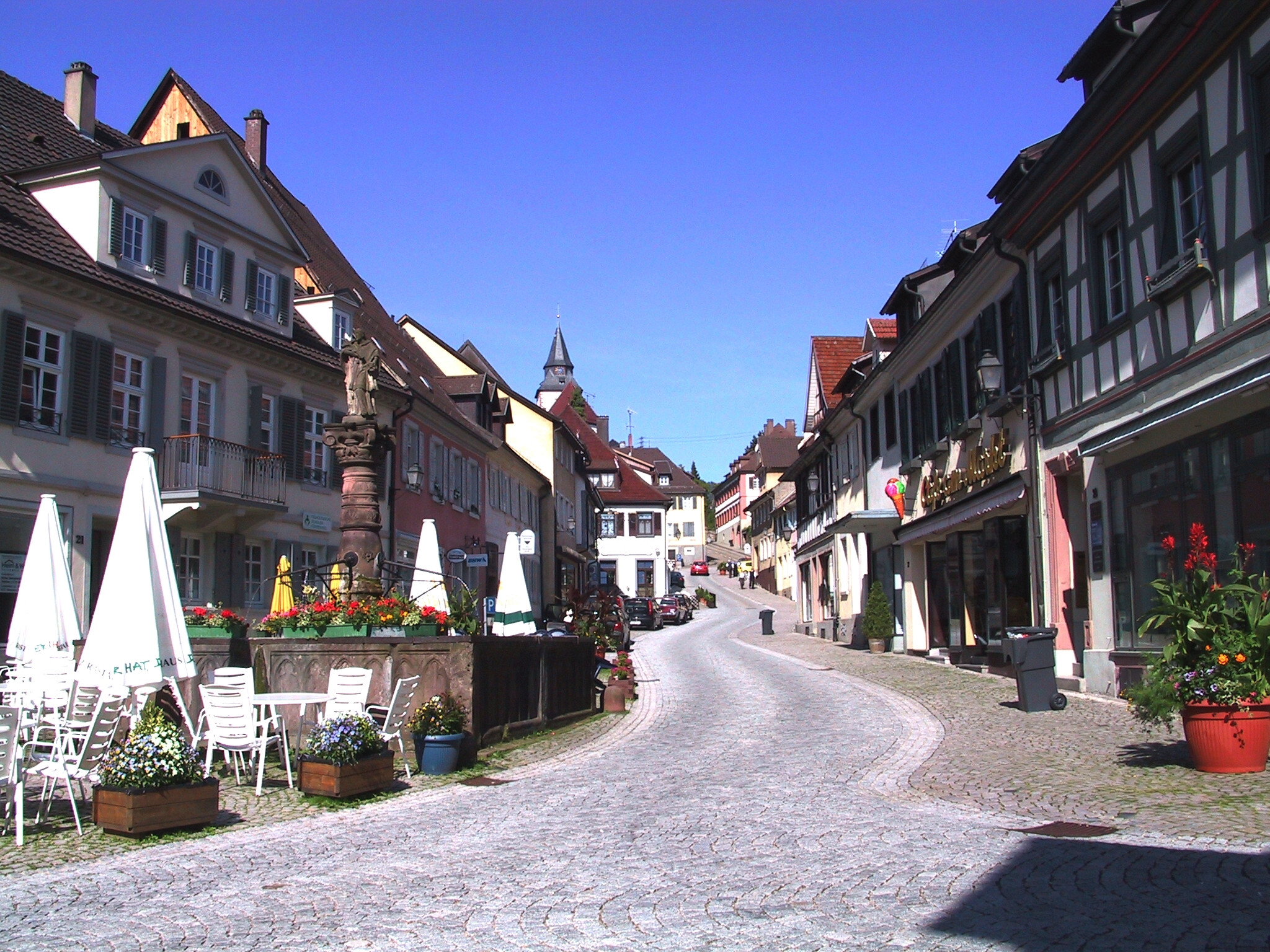
Marktplatz und Hauptstraße
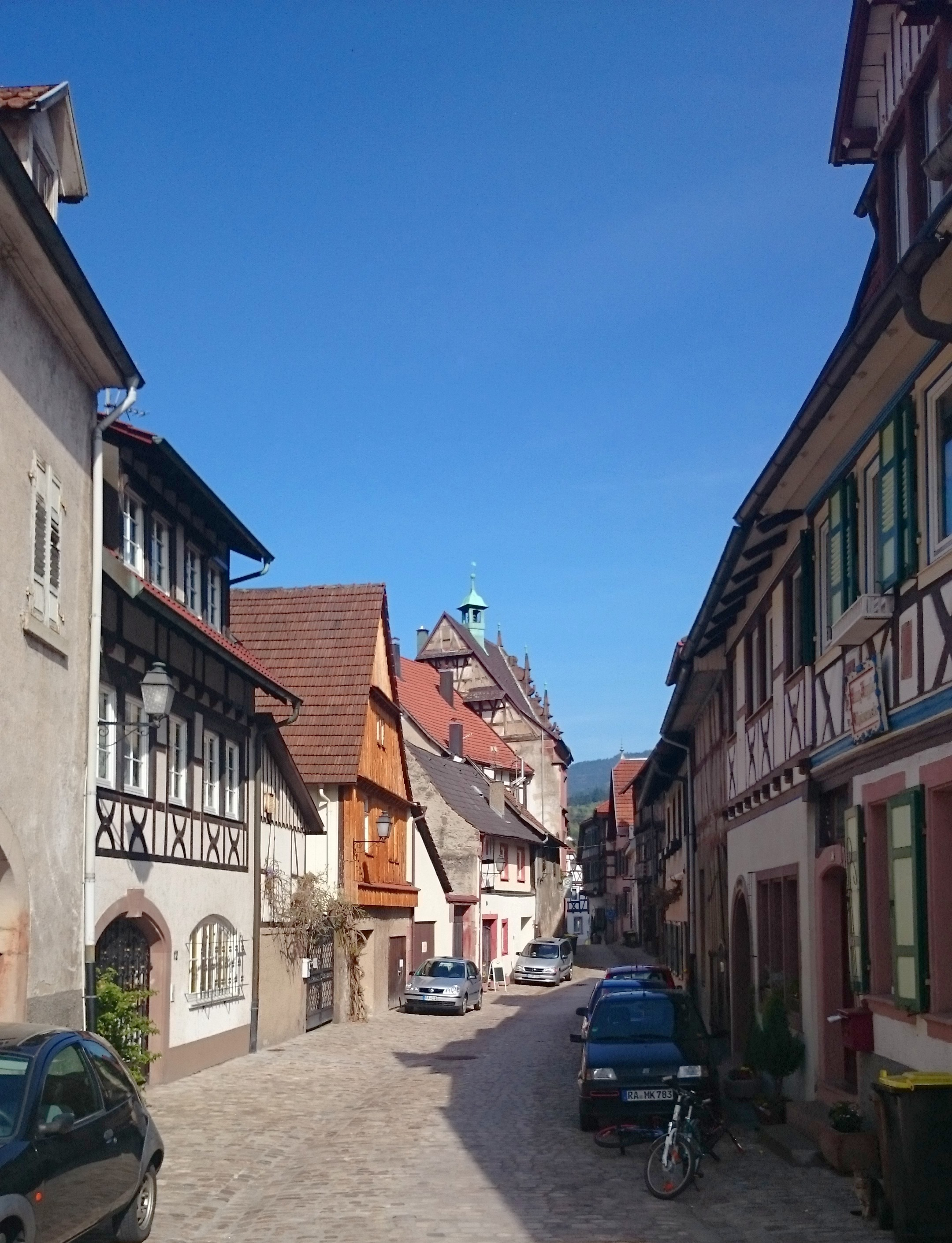
Amtsstraße
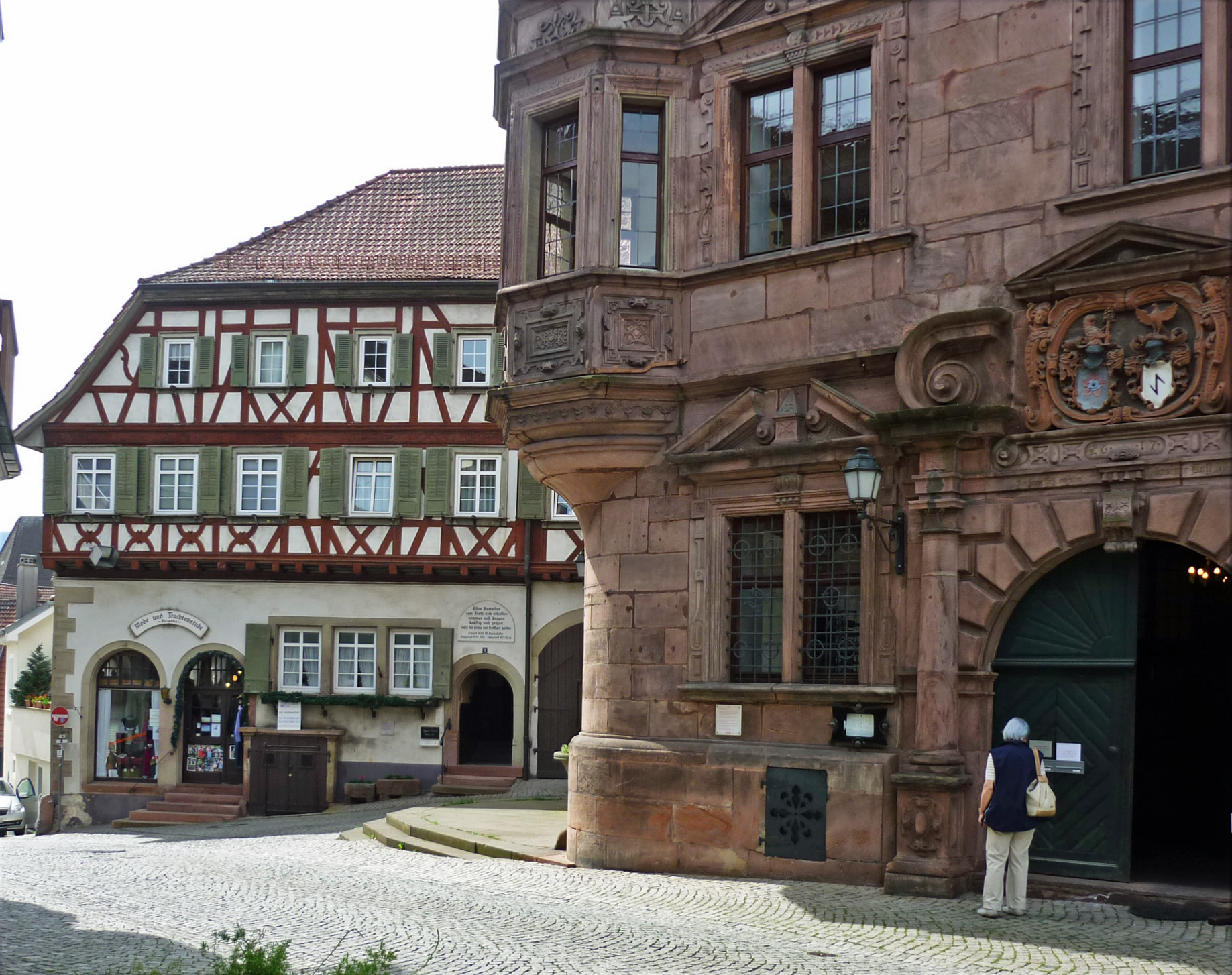
Hennhöferhaus und Portal des Alten Rathauses
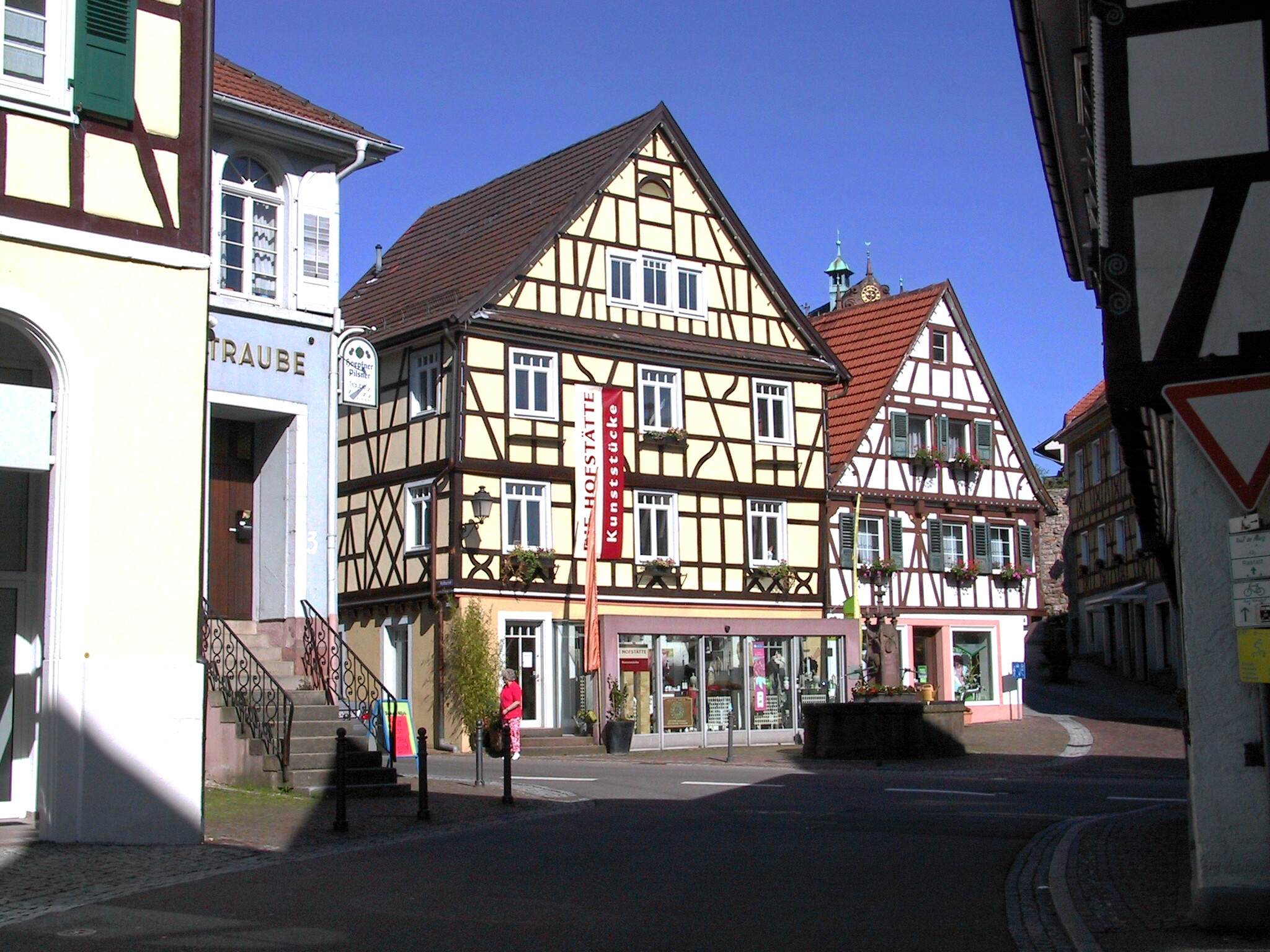
Hofstätte
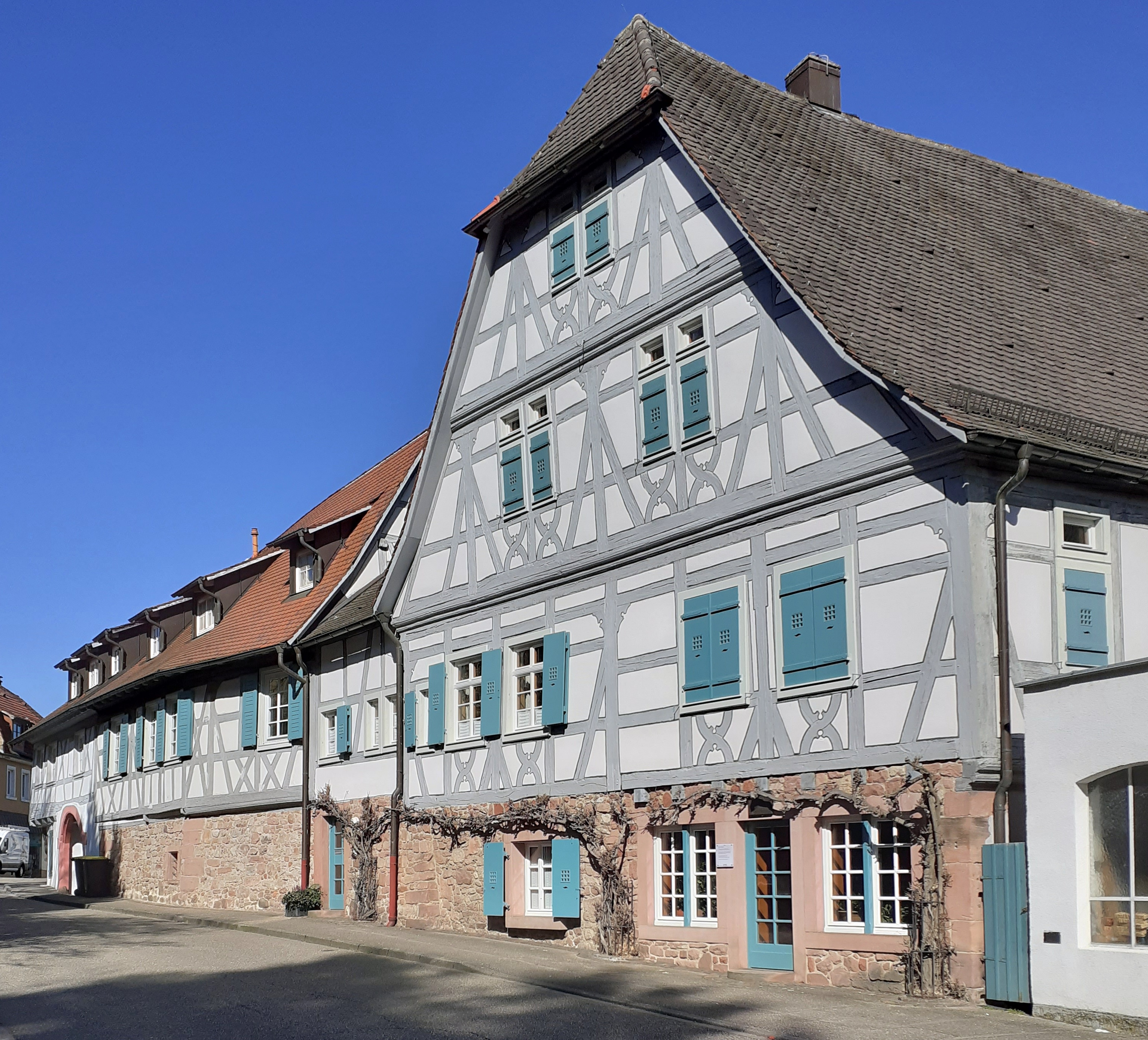
Alter Amtshof
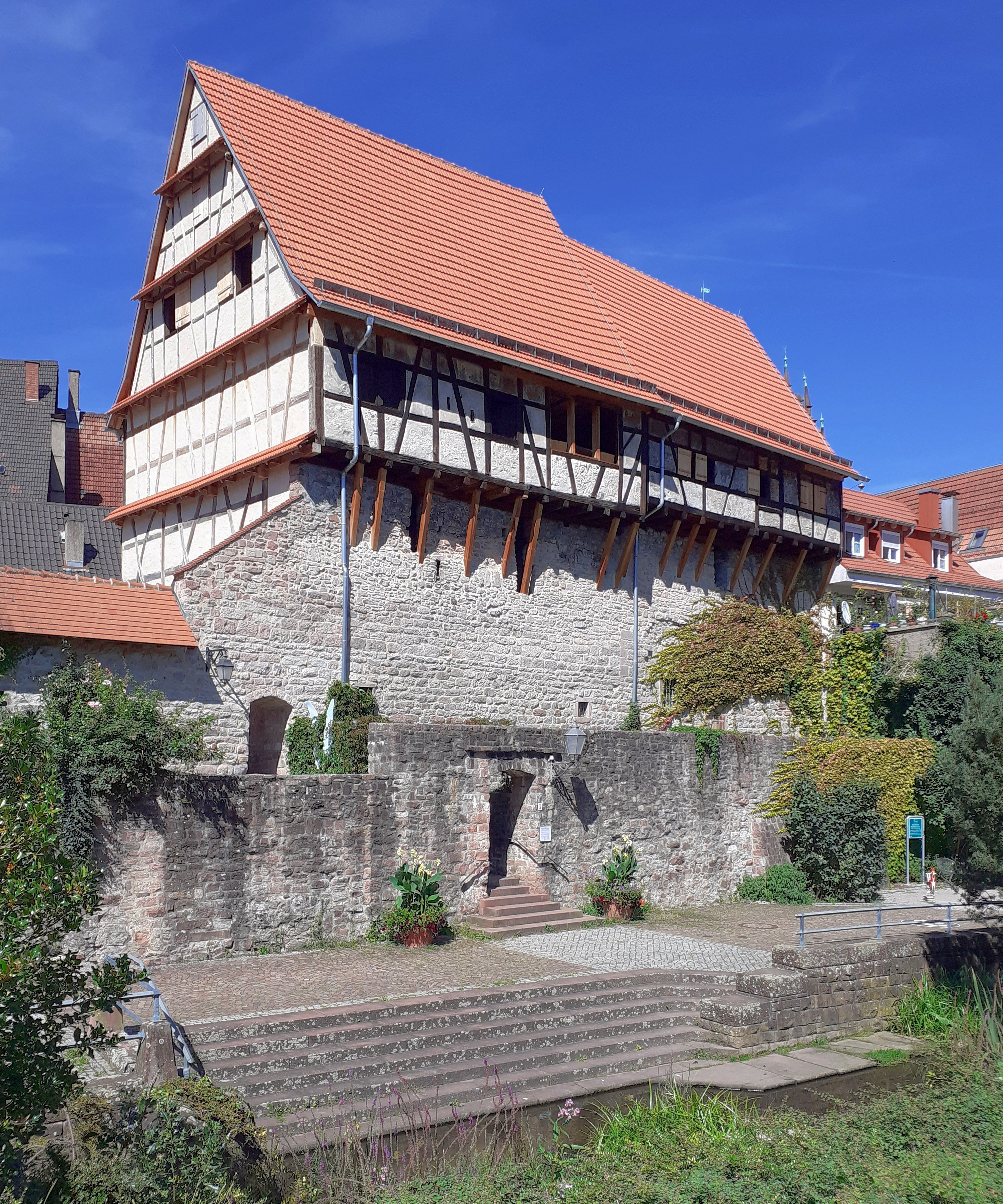
Zehntscheuern und rekonstruierte Stadtmauer am Waldbach
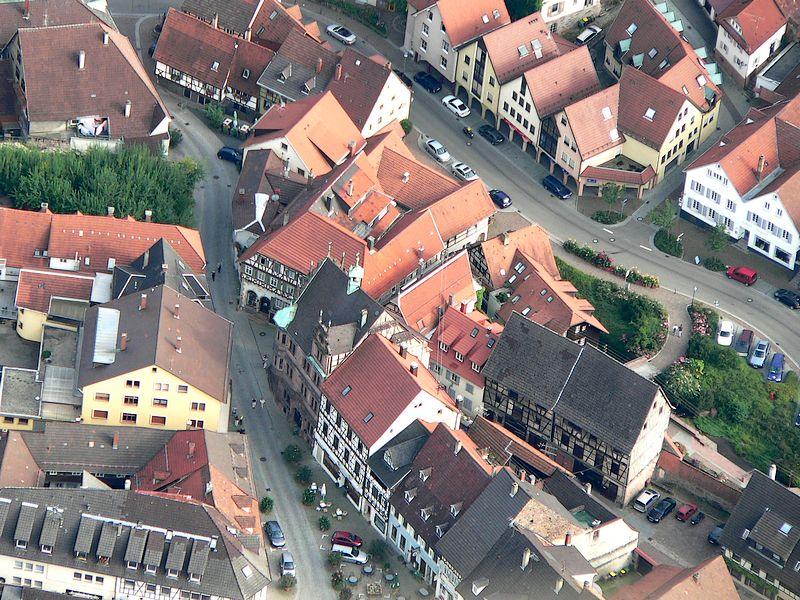
Altstadtbereich Hauptstraße/Marktplatz sowie untere Waldbachstraße
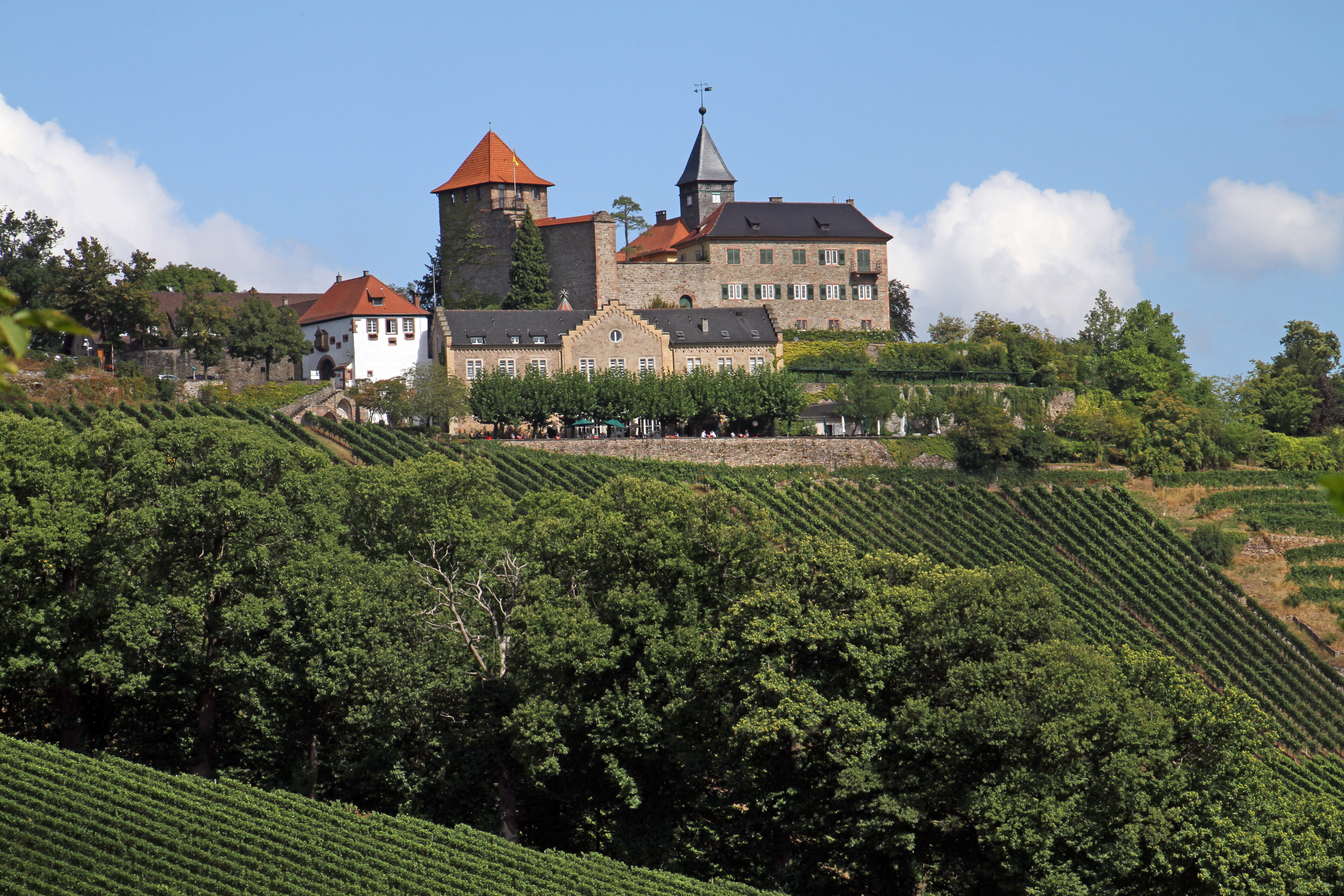
Schloss Eberstein
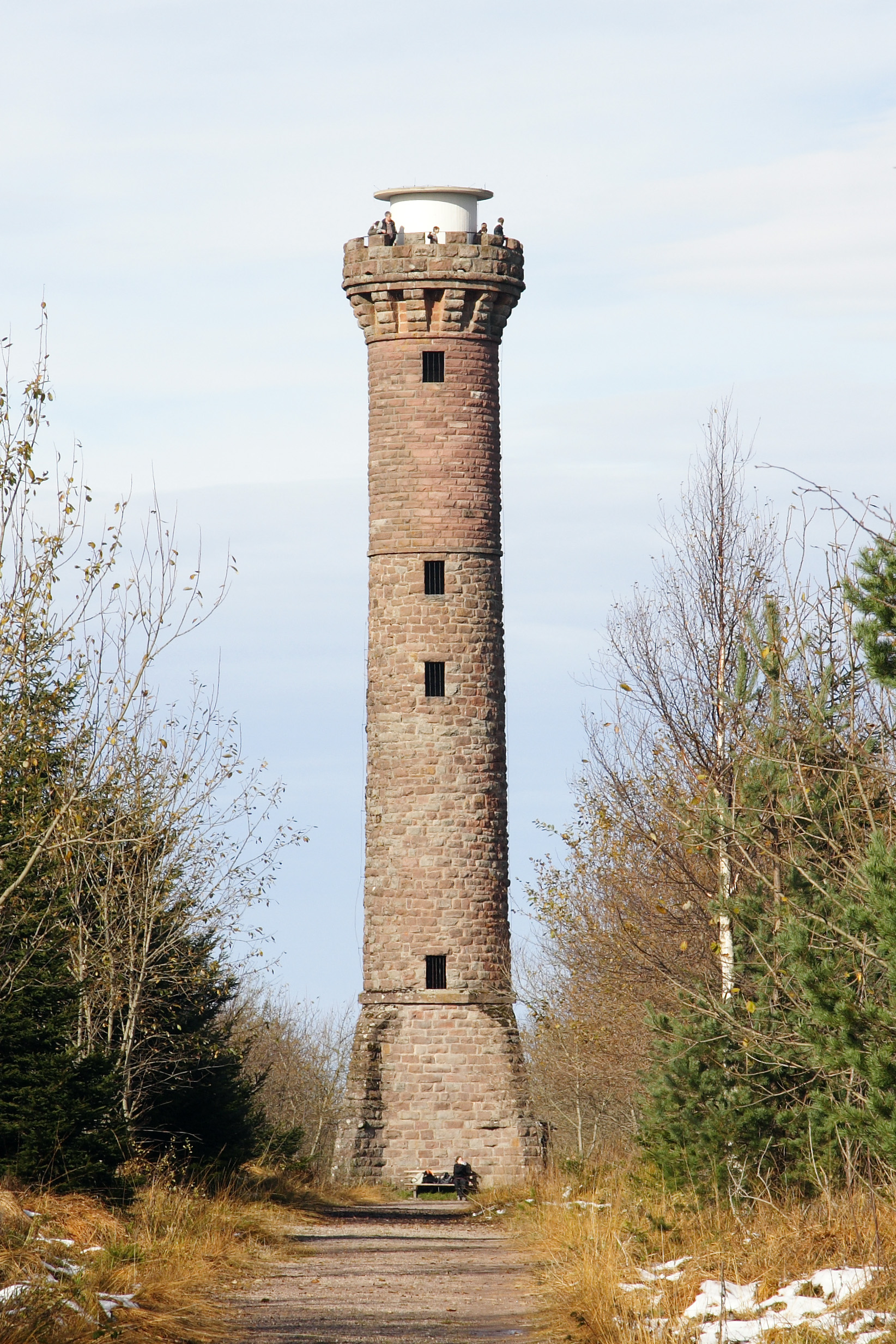
Hohlohturm

### Kino
Das Gernsbacher Globus-Kino entstand in den Jahren 1954 und 1955 als städtisches Projekt mit einem der größten Kinosäle in Mittelbaden, welches in den 1980er-Jahren, zu einem sogenannten Kino-Center mit den Kinos Globus und Atlantis unterteilt wurde. Zum 1. September 2010 wurde das Gebäude als beispielhaftes Lichtspielhaus der frühen Nachkriegszeit in die Denkmalliste des Landes Baden-Württemberg eingetragen. Als besonders schützenswert gilt das Foyer mit seinen Wandmosaiken, die den Namen des Kinos Globus allegorisch behandeln. Das Kino war Drehort der ARD-Fernsehserie Atlantis darf nicht untergehen von 1988.

### Parks

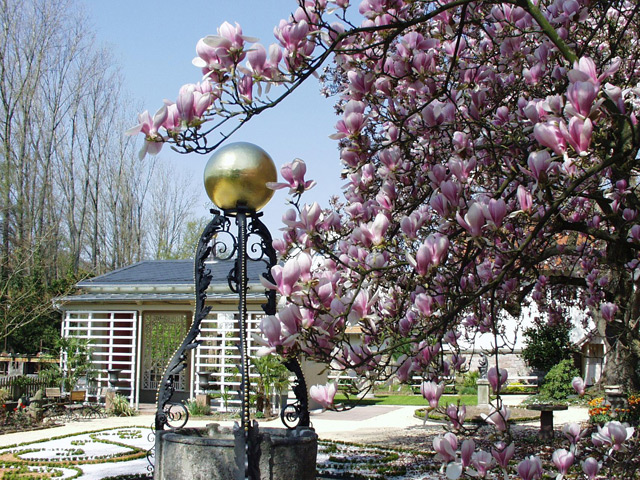
Magnolienblüte im Katz’schen Garten

- Der Katz’sche Garten – ein ehemals privater Spätbarockgarten der wohlhabenden Murgschifferfamilie Katz, mit einer Sammlung von Kunstdenkmälern, die teilweise aus der Zeit der Spätgotik, der Renaissance, des Barocks sowie aus der Jugendstilzeit stammen.
- Der Kurpark im Igelbachtal verfügt über Rasenflächen mit altem Baumbestand, Schwanenteiche und eine Konzertbühne für Freilichtaufführungen.

### Wanderwege
Über das Gemeindegebiet erstreckt sich ein weitverzweigtes Wanderwegnetz. Die Wanderrundwege Gernsbacher Runde und Gernsbacher Sagenweg sowie der Fernwanderweg Murgleiter nach Baiersbronn wurden vom Deutschen Wanderinstitut mit dem Prädikat Deutsches Wandersiegel ausgezeichnet. Die Nord-Süd-Fernwanderstrecken durch den Schwarzwald Westweg und Mittelweg verlaufen im Gernsbacher Höhengebiet über Kaltenbronn und den Hohloh. Am Alten Rathaus beginnt der über hundert Kilometer lange Themenwanderweg Ortenauer Weinpfad. Dem Verlauf der Murg folgt der Murgtalwanderweg. Der Skulpturenweg Kunstweg am Reichenbach verbindet Hilpertsau und Reichental. Das Arboretum Schloss Eberstein ist ein baumkundlicher Lehrpfad.

### Regelmäßige Veranstaltungen
- Gernsbacher Altstadtfest – Das weit über die Stadtgrenzen hinaus bekannte Stadtfest ist ein Treffpunkt für Einheimische und Gäste aus nah und fern. Es findet alljährlich am dritten Wochenende im September statt, im Jahr 2024 mit der 46. Auflage. 2019 fiel es anlässlich des 800. Stadtgeburtstages zugunsten eines Jubiläumsfestes am 12. bis 14. Juli aus,[44] 2020 und 2021 aufgrund der COVID-19-Pandemie. 1974 wurde das Altstadtfest vom damaligen Bürgermeister Rolf Wehrle initiiert, als Ausdruck der Freude über die Sanierung der Brückenmühle, des bis dahin unansehnlichsten Gebäudes am Eingang zur Altstadt, durch ihren Eigentümer.
- Gernsbacher Weihnachtsmarkt – jeweils am zweiten Dezemberwochenende in der historischen Altstadt.
- Gernsbacher Puppentheaterwoche – Ebenfalls alljährlich kommt es zu einem Aufführungstreffen von Puppenbühnen und Spielern aus Deutschland und Österreich. Die Aufführungen umfassen Themen für alle Altersstrukturen und aus allen Bereichen, so etwa der Dramaturgie aus Literatur, Märchen und Moderne. Der Zeitraum der Aufführungen liegt in den Wochen vor Ostern. Festivalaufführungsort ist die Stadthalle. Die 35. Puppentheaterwoche fand im März 2024 statt.[45]
- Gernsbacher Konvention des Wingolfsbundes – Im geradzahligen Zweijahres-Rhythmus treffen sich die Wingolfsverbindungen des Wingolfsbundes aus Südhessen, Rheinland-Pfalz, Baden-Württemberg und München traditionell zu dem so genannten Kleinen Wartburgfest in Gernsbach. Die Wingolfsverbindungen sind christliche, nichtschlagende Verbindungen.
- Schlossberg–Historic – Eine Motorsportveranstaltung für sogenannte Oldtimer- und Youngtimer-Fahrzeuge, die von dem örtlichen Motorsportverein Automobilclub AC Eberstein e. V., in Anlehnung an die lange bergrennsportliche Tradition des ehemaligen Schloßberg-Rennens, jährlich im Frühjahr von der Murginsel ausgehend durchgeführt wird.
- Hockey-Pfingstturnier des Hockey-Club Gernsbach 1919 e. V. – Eine bei Feldhockeykennern deutschlandweit bekannte Hockey-Traditionssportveranstaltung, die im Jahre 2024 zum 75. Male ausgetragen wurde.
- Eisweiher-Modellschiffregatta des Schiffsmodellbauclub Murgtal e. V. – Eine für Modellbauschiff-Freunde ebenfalls weit über Gernsbach hinaus bekannte Ausstellungs- und Regattaveranstaltung, die alljährlich zum 1. Mai am Eisweiher stattfindet.
- Theater im Kurpark – Seit Anfang der 1990er Jahre wird von einem jungen Theater-Ensemble gleichen Namens, alljährlich im Kurpark während der Sommerzeit, eine Reihe von klassischen Stücken aufgeführt. Es werden jeweils acht Veranstaltungen gegeben. Die Theatergruppe führte in den zurückliegenden Jahren Klassiker wie z. B. Julius Cäsar, Jedermann oder Faust auf.

## Wirtschaft und Infrastruktur

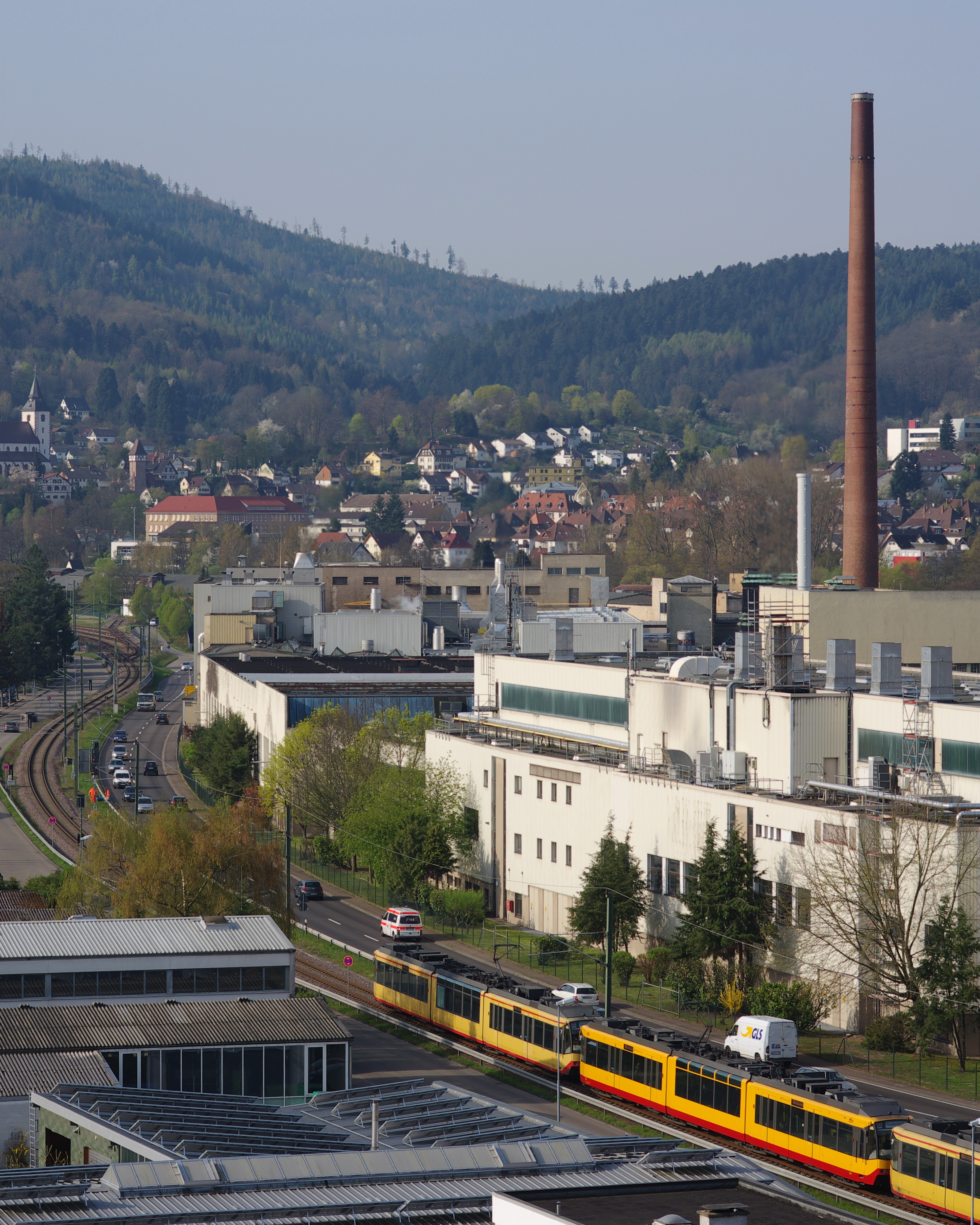
Die Papierfabrik Glatfelter Gernsbach an der nördlichen Stadteinfahrt der Murgtalbahn und der B 462

### Verkehr

#### Straßenverkehr
Gernsbach liegt an der Bundesstraße 462, die auch die Verbindung zur nächsten Autobahnanschlussstelle Rastatt-Nord (Nr. 49) an der Bundesautobahn 5 Karlsruhe-Basel darstellt. Die Fahrtstrecke von Gernsbach-Nord zur A 5 beträgt etwa 13 km, davon etwa 7 km als vierspurige Schnellstraße. Auf diesem Abschnitt wurde eine Versuchsstrecke für Lkw eingerichtet, die elektrisch über eine Oberleitung betrieben werden.
Die B 462 unterquert das Stadtzentrum seit 1997 in dem 1527 m langen Tunnel Gernsbach.

#### Bahn- und Busverkehr
Die seit dem Jahre 2003 elektrifizierte Murgtalbahn wird von der Albtal-Verkehrs-Gesellschaft mbH (AVG) betrieben und ist ins regionale Personennahverkehrsnetz des Karlsruher Verkehrsverbunds (KVV) integriert. Gernsbach hat damit eine direkte, im Taktverkehr bediente Stadtbahn-Verbindung bis ins Zentrum von Karlsruhe. Auch die von der Regionalbusverkehr Südwest GmbH (RVS) betriebenen öffentlichen Buslinien, unter anderem nach Baden-Baden, Bad Herrenalb und Kaltenbronn, sind im Tarifverbund des KVV organisiert.

#### Radverkehr
Durch Alltagsrouten aus dem Radnetz Baden-Württemberg ist Gernsbach
- über Gaggenau (Hörden, Ottenau, Kernstadt und Bad Rotenfels) über Kuppenheim mit Rastatt,
- in Kuppenheim abzweigend über Muggensturm und Malsch mit Ettlingen,
- über die Stadtteile Obertsrot und Hilpertsau und über Weisenbach und Forbach mit Freudenstadt verbunden.

### Papier- und Pappeindustrie
Gernsbach, auch die Papiermacherstadt genannt, ist das Zentrum der Papier und Pappe verarbeitenden Industrie im Murgtal. Seit den 1880er Jahren wurde das mittlere Murgtal durch seinen Holzreichtum und die vorhandene Wasserkraft zu einem Kerngebiet der industriellen Papierherstellung in Deutschland.

#### Ansässige Unternehmen der Papier-, Pappe- und Verpackungsindustrie
- Glatfelter Gernsbach GmbH (ehemals Schoeller & Hoesch). Das zwischen Bundesstraße 462 und der Murg gelegene Werk ist mit etwa 600 Beschäftigten (2010) der größte Arbeitgeber in Gernsbach. Hergestellt werden unter anderem Overlay-Papiere, Teebeutel- und Kaffeefilter-Papier sowie metallisierte Papiere.
- Mayr-Melnhof GmbH & Co. KG, Gernsbach-Obertsrot stellt Recyclingkarton her.
- Casimir Kast Verpackung und Display GmbH, Gernsbach-Scheuern.

#### Papierzentrum Gernsbach
Aufgrund der Häufung von Herstellern und Verarbeitern in der Region ist hier das Papierzentrum Gernsbach angesiedelt. Es ist aus der 1956 gegründeten, ersten und damals einzigen Einrichtung für die Berufsausbildung der deutschen Papierindustrie namens Papiermacherschule Gernsbach hervorgegangen. Diese ist heute Teil des Zentrums und wird als staatliche Einrichtung vom Landkreis Rastatt getragen. Ferner sind in dem Gebäudekomplex die Verbandszentrale der Baden-Württembergischen Papierverbände, die dritte Geschäftsstelle des bundesweiten Branchenverbandes Die Papierindustrie neben Berlin und Bonn sowie weitere von der Papierindustrie finanzierte Akademien angesiedelt. Das Zentrum ist eine der wichtigsten überregionalen und internationalen Aus- und Weiterbildungsstätten für Fachleute in der Papier-, Pappe- und Zelluloseindustrie. Die Bezeichnung Gernsbacher Meister ist ein international bekannter Branchen-Qualitätsbegriff für Absolventen dieser Einrichtung.

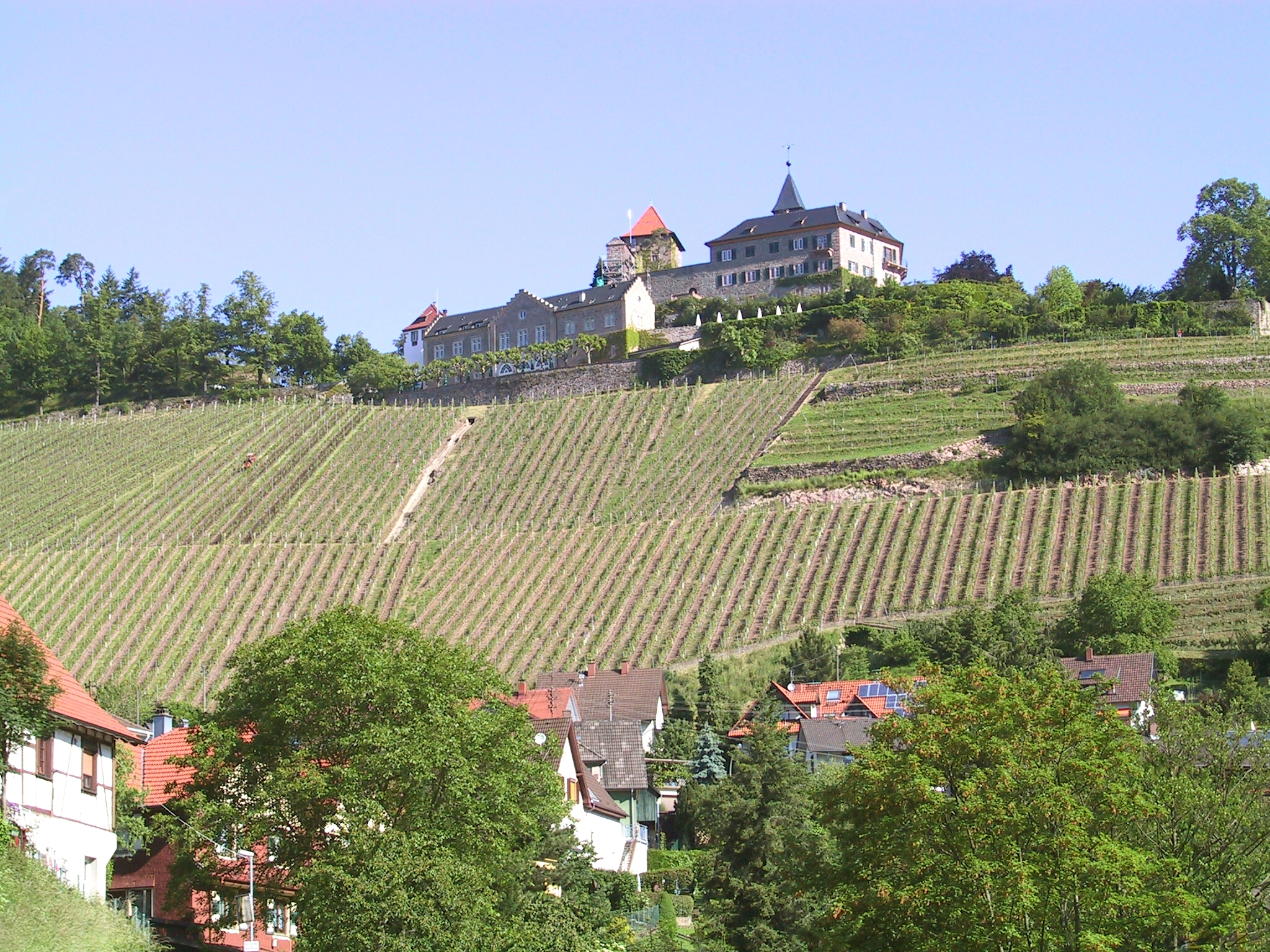
Schloss Eberstein mit Weinberg, 2006

### Weinbau
Gernsbach ist ein Weinbauort der Weinbauregion Ortenau, die zum Weinbaugebiet Baden gehört. Hier ansässige Weinbaubetriebe sind das Weingut Iselin mit der 5 ha großen Weinlage Staufenberger Großenberg und Sitz im Alten Rathaus sowie das Weingut Schloss Eberstein mit 7 ha Rebgärten an den Südhängen unterhalb vom Schloss. Eine Alternativroute der Badischen Weinstraße führt über Gernsbach. Darüber hinaus weisen Flur- und Straßennamen wie Weinau und Weinbergstraße auf die historische Bedeutung des Weinbaus in Gernsbach hin.

### Gastgewerbe
In Gernsbach werden etwa 740 Gästebetten in Hotels, Pensionen und Privatquartieren angeboten, die im Jahr 2007 für über 100.000 Übernachtungen genutzt wurden.
Mit den Ausgaben der Hotel- und Restaurantführer Guide Michelin und Gault Millau, Edition Deutschland 2007, fand Gernsbach erstmals auch im Bereich der Spitzengastronomie Erwähnung. Küchenchef Matthias Schormann in Werner’s Restaurant auf Schloss Eberstein erhielt einen Stern im Guide Michelin und wurde vom Gault Millau mit 16 (von 20) Punkten und zwei (von vier) Kochhauben ausgezeichnet.

### Medien
Über das lokale Geschehen in Gernsbach und dem Murgtal berichtet die Tageszeitung Badisches Tagblatt (BT), die seit 2023 unter der Dachmarke des vorherigen Konkurrenten  Badische Neueste Nachrichten (BNN) aus Karlsruhe erscheint. Dazu werden zwei Anzeigen- und Lokalwirtschaftsnachrichtenjournale namens Wochenjournal WO – Ausgabe Murgtal und WO am Sonntag – Ausgabe Rastatt/Murgtal kostenlos an die Haushalte zugestellt.
Der Gernsbacher Stadtanzeiger dient unter anderem als amtliches Mitteilungsblatt und wird einmal pro Woche kostenlos an die Gernsbacher Haushalte mit einer Auflage von etwa 6900 Exemplaren verteilt. Er wird von Nussbaum Medien mit Sitz in Weil der Stadt verlegt, die ein Außenbüro in der Nachbarstadt Gaggenau unterhalten.

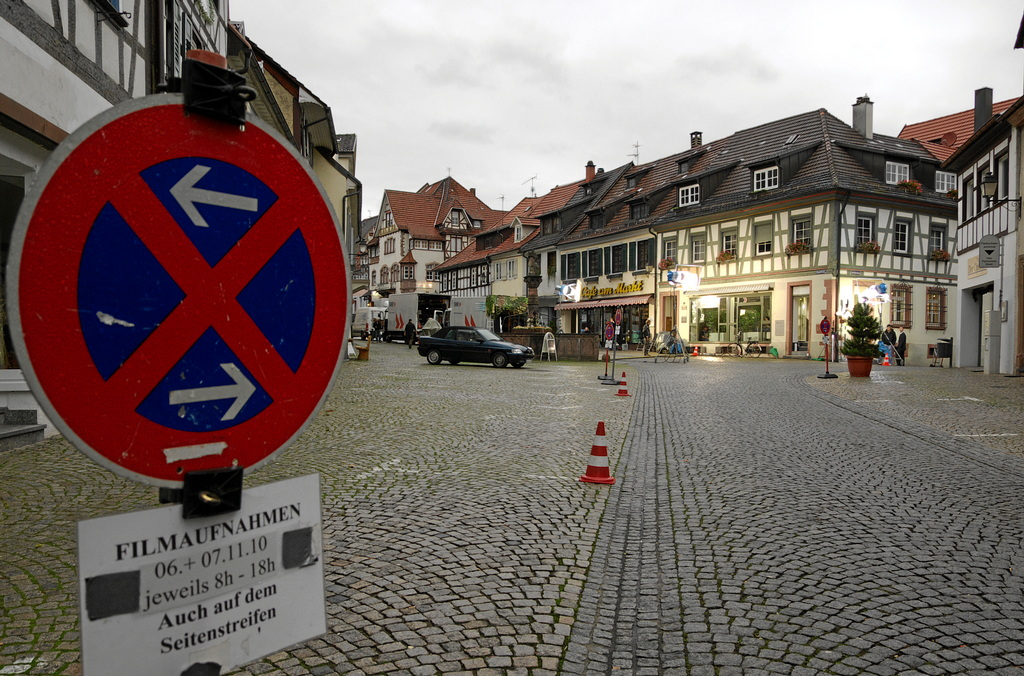
Dreharbeiten zum Fernsehfilm Die Nonne und der Kommissar – Verflucht auf dem Gernsbacher Marktplatz

Der von Casimir Katz in Gernsbach gegründete Casimir-Katz-Verlag veröffentlicht Literatur zu den Programmschwerpunkten Geschichte und Biographien. Der Verlag gibt vierteljährlich die Zeitschrift Gernsbacher Bote heraus, die mehrheitlich Beiträge zur Stadtgeschichte enthält und in einer Auflage von etwa 7800 Exemplaren kostenlos an die Haushalte verteilt wird. Katz entwickelte in Gernsbach den Europäischen Wirtschaftsdienst (EUWID) aus kleinen Anfängen heraus zu einem bedeutenden Brancheninformationsdienst und siedelte hier den Deutschen Betriebswirte-Verlag an.
Gernsbach war wiederholt Schauplatz von Film- und Fernsehproduktionen. Bereits 1933 war die Stadt Dreh- und Handlungsort des Spielfilms Heimkehr ins Glück mit Heinz Rühmann, der Ansichten der Gernsbacher Innenstadt, umliegender Ortschaften und des Murgtals enthält. Mehrfach drehte der Südwestrundfunk aus dem benachbarten Baden-Baden hier für seine Tatorte. In der Altstadt entstanden Szenen für den Kinofilm 25 km/h (2018), die Fernsehfilme Vom Küssen und vom Fliegen (2000) und Carl & Bertha (2011) sowie für die Reihe Der Schwarzwaldhof. Auch einige Einstellungen des ZDF-Films Die Holzbaronin, der 2012 nach dem hier angesiedelten Roman Die Holzbarone des Gernsbachers Casimir Katz entstand, wurden in der Altstadt gedreht. Reichental ist Drehort von Fernsehproduktionen wie Die Fallers und Die indische Ärztin (gesendet 1994–1996).

### Amtsgericht

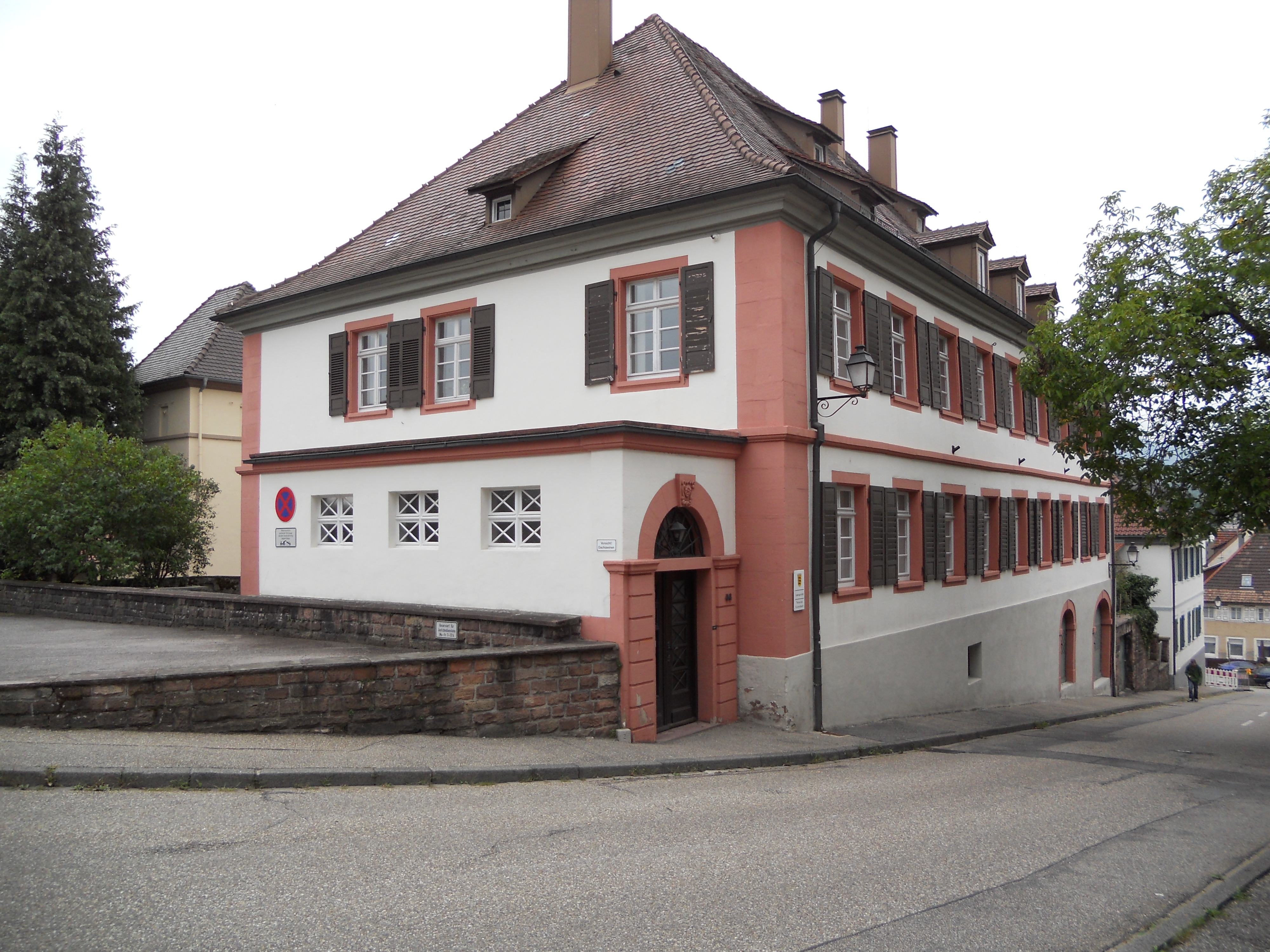
Amtsgericht Gernsbach

Gernsbach ist Sitz eines Amtsgerichts, das zum Landgerichtsbezirk Baden-Baden und zum Oberlandesgericht Karlsruhe gehört. Der Amtsgerichtsbezirk umfasst die Gemeinden Forbach, Gernsbach, Loffenau und Weisenbach. Nach der Aufhebung des Bezirksamts Gernsbach 1872 wurde das Gericht 1878 wieder eingesetzt.

### Gesundheitswesen
Das MediClin Reha-Zentrum Gernsbach ist eine 1998 eröffnete Fachklinik für Herz-Kreislauf-, Gefäß- und orthopädische Erkrankungen. Die Ende 2007 von der MediClin AG übernommene Kraichgau Klinik AG errichtete den Neubau in der Weinau. Die im ehemaligen Kreiskrankenhaus Gernsbach eingerichtete Klinik für Geriatrische Rehabilitation ging 2011 ebenfalls in die Trägerschaft von MediClin über; in dem Gebäude wurde eine Fachklinik für Neurologie angesiedelt.
Bereits 1467 ist ein Leprosen- oder Gutleuthaus nahe der Jakobskirche urkundlich erwähnt. 1511 entstand rechts der Murg, unmittelbar südlich der Murgbrücke, ein Spital. Nachdem es 1824 durch Hochwasser zerstört wurde, errichtete man 1832–1838 einen Neubau in der Vorstadt Waldbach. 1902 entstand mit dem Krankenhausneubau in der Casimir-Katz-Straße die Keimzelle des späteren (ab 1959) Kreiskrankenhauses, das nach dem Neubau eines Bettenhauses 1966–1968 über 120 Betten verfügte.

### Bildung
Gernsbach ist ein schulisches Mittelzentrum. 2007/2008 wurden hier 1.912 Schüler an allgemeinbildenden Schulen unterrichtet. Neben den Grundschulen in den Stadtteilen Hilpertsau, Staufenberg und Scheuern ist die Gemeinschaftsschule in der Kernstadt links der Murg angesiedelt. Dort befinden sich auch die Realschule, das Albert-Schweitzer-Gymnasium sowie die von der Stadt Gernsbach und den Gemeinden Loffenau, Weisenbach und Forbach gemeinsam getragene Musikschule Murgtal. Die Papiermacherschule Gernsbach ist eine überregional bedeutende gewerbliche Berufs- und staatliche Fachschule (Meisterschule), siehe Abschnitt Papier- und Pappeindustrie. Das Papierzentrum Gernsbach ist zudem Hauptstandort des Bachelor-Studiengangs Papiertechnik der Dualen Hochschule Baden-Württemberg Karlsruhe.
Das Albert-Schweitzer-Gymnasium Gernsbach trägt diesen Namen seit dem Jahr 2003 und ist seit 1969 in einem in Hügellage errichteten Neubau untergebracht. Es ging 1967 aus einem 1947 geschaffenen Progymnasium hervor, dem Nachfolger der als Realgymnasium (1873), Höhere Bürgerschule (1839) oder Lateinschule (1828 als Mittelschule staatlich anerkannt) in Gernsbach zuvor bestehenden Bildungseinrichtungen.
Die Handelslehranstalt Gernsbach wurde 2022 aufgrund sinkender Schülerzahlen geschlossen.

## Persönlichkeiten

### Söhne und Töchter der Stadt
- Johannes Widel (?–1518), erster nichtadeliger Abt von Schuttern 1491–1518, bedeutender Reformabt
- Jacob Montanus (um 1460–1534), evangelischer Theologe, Humanist und Reformator
- Joseph von Lassolaye (1746–1822), Landvogt der Grafschaft Eberstein, Kreisdirektor und Staatsrat, erster Ehrenbürger von Baden-Baden
- Thérèse Demar (1786–1858), deutsch-französische Harfenistin, Sängerin, Komponistin und Verlegerin
- Johann Heinrich David von Hennenhofer (1793–1850), badischer Diplomat und Flügeladjutant, wurde mit der angeblichen Ermordung Kaspar Hausers in Verbindung gebracht
- Friedrich von Drais (1798–1883), badischer Oberförster, später Benediktiner
- Alfred von Degenfeld (1816–1888), preußischer Generalleutnant, Reichstagsabgeordneter (NLP)
- Casimir Rudolf Katz (1824–1880), Holzindustrieller, Murgschiffer und Reichstagsabgeordneter (Konservative Partei)
- Karl Friedrich Schick (1826–1875), geboren in Hilpertsau, Genre- und Historienmaler
- Ludwig Wilhelm Löhlein (1837–1892), Großherzoglich Badischer Regierungsrat, Gefängnisdirektor und Offizier sowie Schriftsteller
- Karl Friedrich Moest (1838–1923), Bildhauer
- Ludwig Dill (1848–1940), Maler
- Arthur Wänker von Dankenschweil (1849–1894), Autor und preußischer Generalstabsoffizier
- Ernst Kräuter (1855–1915), geboren in Obertsrot, Feilenhauer, Badischer Landtagsabgeordneter
- Casimir Otto Katz (1856–1919), Industrieller und Ehrenbürger von Gernsbach
- Eugen Isaak Neter (1876–1966), Kinderarzt und Leiter der jüdischen Gemeinde Mannheim
- Karl Emil Schabinger von Schowingen (1877–1967), Diplomat und Leiter der Nachrichtenstelle für den Orient
- August Meier (1885–1976), SPD-Kommunalpolitiker und Ehrenbürger von Nürnberg
- Walther Eichrodt (1890–1978), protestantischer Theologe und Alttestamentler
- Karl „Charlie“ Kappler (1891–1962), erfolgreichster deutscher Automobilrennfahrer der 1920er Jahre
- Udo Hoesch (1892–1968), Papierfabrikant
- Ernst Grieg (1919–2005), Maler, Grafiker und Bildhauer
- Georg Menges (1923–2021), Professor und Pionier der Kunststofftechnik
- Kurt Sontheimer (1928–2005), Politikwissenschaftler
- Kammerer-Luka (Gerhard Friedrich Ludwig Kammerer) (* 1929), Bildender Künstler
- Erich Kleinschmidt (1946–2021), Philologe und Hochschullehrer
- Ute Verhoolen (1948–2013), Moderatorin und Fernsehansagerin der ARD beim Südwestfunk
- Ulla Brede-Hoffmann (* 1950), Politikerin (SPD), Abgeordnete im Landtag von Rheinland-Pfalz
- Michael Bohnert (* 1963), Rechtsmediziner und Hochschullehrer
- Michael Felder (1966–2012), Priester und Theologe
- Thomas Baier (* 1967), Altphilologe
- Sylvia Felder (* 1967), Politikerin (CDU), Regierungspräsidentin des Regierungsbezirks Karlsruhe
- Georg Ackermann (* 1972), Leichtathlet
- Angela Schirò (* 1985), deutsch-italienische Parlamentarierin
- Victoria Reich (* 1989), Schauspielerin
- Steffen Sontheimer (* 1990), Pokerspieler

### Weitere bekannte Persönlichkeiten in Gernsbach

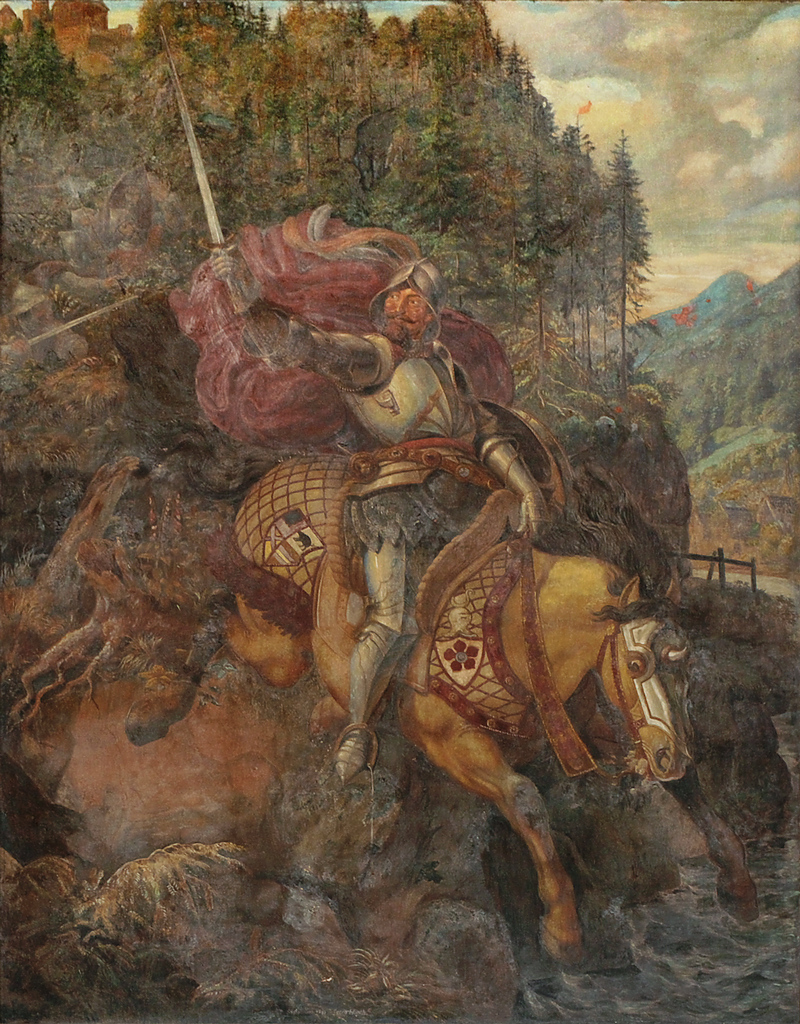
Der Grafensprung des Wolf von Eberstein. Darstellung der Sage in der Baden-Badener Trinkhalle.

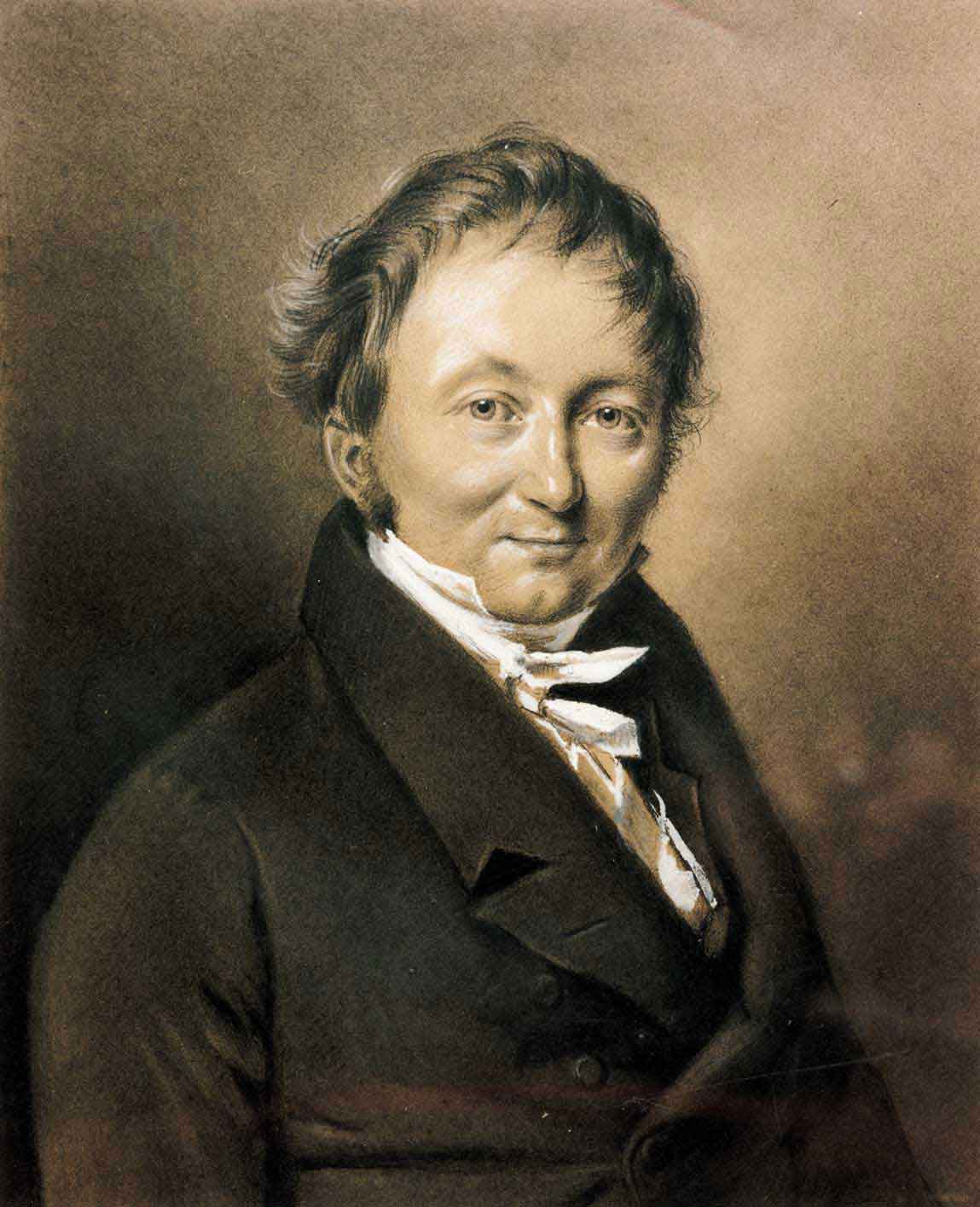
Karl Drais, noch Freiherr, um 1820.

- Wolf von Eberstein (um 1340–1396), verlor aufgrund einer Fehde mit dem Haus Württemberg seinen Besitz und ging in die Literatur und Sagenwelt ein
- Wilhelm IV. von Eberstein (1497–1562), führte in der Grafschaft Eberstein 1556 offiziell die Reformation ein
- Ernst Ludwig Posselt (1763–1804), Historiker, seit 1791 Amtmann in Gernsbach, legte dieses Amt 1796 aus Sympathie für die Ideen der Französischen Revolution nieder
- Georg von Drais (1758–1833), studierter Oberforstmeister und Onkel des Erfinders, betrieb hier bis 1798 seine private Forstlehranstalt und führte den Lärchenbaum im Schwarzwald ein
- Karl Drais (1785–1851), studierter Forstlehrer und Erfinder, lebte 1794 hier und startete am 28. Juli 1817 von Gernsbach die Bergfahrt auf seiner Laufmaschine nach Baden-Baden (zweite Zweiradfahrt der Geschichte)
- Robert Roth (1813–1885), nassauischer General
- Gottlieb Klumpp (1829–1918), Holzhändler und Reichstagsabgeordneter
- Heinrich Funck (1853–1932), Philologe und Historiker, Direktor der Höheren Bürgerschule in Gernsbach
- Georg Menges (1888–1973), Bürgermeister 1919–1933, badischer und baden-württembergischer Kommunal- und Landespolitiker
- Walter Frevert (1897–1962), Forstmann und Jagdschriftsteller
- Oka Barthold (1904–1980), Puppenspieler, Maler und Grafiker
- Scipio Colombo (1910–2002), italienischer Bariton
- Heinz Schimmelpfennig (1919–2010), Schauspieler und Hörspielsprecher, bekannt als Tatort-Kommissar Gerber des SWF
- Heinz Herrmannsdörfer (1923–1999), deutscher Musiker, Arrangeur und Komponist
- Casimir Katz (1925–2008), Unternehmer und Verleger
- Otto Birg (1926–2015), Maler, Zeichner und Bildhauer
- Annely Hahn (* 14. Februar 1926), Schriftstellerin (Pseudonym: Viola Larsen), lebte in Gernsbach
- Peter W. Jansen (1930–2008), Journalist und Filmkritiker
- Otmar Zwiebelhofer (1935–2014), Unternehmer und Wirtschaftsführer
- Rick Abao (1939–2002), US-amerikanischer Jazzmusiker, Komponist und Entertainer, lebte seit 1989 in Gernsbach
- Andreas Birkmann (* 1939), Bundesrichter a. D., Thüringer Justizminister a. D.
- Hans-Christoph Graf von Nayhauss (* 1940), Literatur- und Kulturwissenschaftler
- Immo Vogel, Journalist, ehemaliger Chef-Korrespondent und Auslandschef des SWR, Moderator der ARD-Magazine Weltspiegel und Europamagazin als Produktionen des SWF/SWR
- Jenny Abel, Violinistin
- Andreas Doms (1955–2014), SWF3-Sprecher und Erfinder der SWF3-Comedy-Figur Werner Chibulsky, Buchautor, Journalist und SWR1-Moderator
- Wolfhard Pencz (* 1957), Soloklarinettist im SWR Sinfonieorchester Baden-Baden und Freiburg, Professor an der Hochschule für Musik und Darstellende Kunst Mannheim
- Bernd Werner, Gastronom auf Schloss Eberstein, kulinarischer Ausrichter der Bambi-Medienpreisverleihung
- Thomas Wehrle (* 1964), SWR/ARD-Sportjournalist, aufgewachsen in Gernsbach
- Thomas Hentschel (* 1964), Politiker (Grüne), seit August 2016 Mitglied des Landtags von Baden-Württemberg; Gemeinderat in Gernsbach
- Christoph Azone (* 1967 als Christoph Gieser), Journalist und Moderator, aufgewachsen in Gernsbach
- Nadja Einzmann (* 1974), Schriftstellerin, aufgewachsen in Gernsbach
- Mario Grau (* 1990), Maler und Autor, lebt und arbeitet seit 2017 in Gernsbach